# Lịch sử Macedonia (vương quốc cổ đại)

Vương quốc Macedonia (màu cam đậm) vào năm 336 TCN dưới triều đại của Philippos II của Macedonia; những vùng lãnh thổ khác bao gồm các quốc gia lệ thuộc của Macedonia (cam nhạt), người Molossoi của Ipiros (đỏ nhạt), Thessaly (màu cát sa mạc), liên minh Corinth (vàng), các quốc gia trung lập gồm Sparta và Crete, và các vùng lãnh thổ phía Tây của đế quốc Achaemenes ở Anatolia (tím violet).

Vương quốc Macedonia là một quốc gia cổ đại nằm ở khu vực Macedonia thuộc miền Bắc Hy Lạp ngày nay, nó được thành lập vào giữa thế kỷ thứ 7 TCN trong thời kỳ Hy Lạp Cổ xưa và kéo dài cho tới tận giữa thế kỷ thứ 2 TCN. Ban đầu nó nằm dưới sự cai trị của các vị vua thuộc triều đại Argead, Macedonia đã trở thành một chư hầu của đế quốc Achaemenes dưới triều đại của Amyntas I của Macedonia (trị vì từ 547-498 TCN) và người con trai của ông là Alexandros I của Macedonia (trị vì từ 498-454 TCN). Sự cai trị của nhà Achaemenes đã kết thúc vào khoảng năm 479 TCN sau khi người Hy Lạp giành chiến thắng quyết định trong cuộc xâm lược Hy Lạp lần thứ hai của người Ba Tư và sự rút lui của lực lượng Ba Tư khỏi lục địa châu Âu.
Trong thời kỳ Hy Lạp Cổ điển, Perdiccas II của Macedonia (trị vì từ 454-413 TCN) đã trực tiếp can dự vào cuộc chiến tranh Peloponnesos (431–404 TCN) giữa Athens và Sparta, ông ta thay đổi phe từ phe này sang phe kia để nhằm giữ được quyền kiểm soát của Macedonia đối với bán đảo Chalcidice. Triều đại của ông còn được đánh dấu bằng xung đột và những liên minh tạm thời với vị vua người Thraci là Sitalces của vương quốc Odrysia. Ông cuối cùng đã giảng hòa với Athens và họ đã thiết lập một liên minh với Macedonia mà kéo dài cho tới triều đại của Archelaos I của Macedonia (trị vì từ 413-399 TCN). Triều đại của vị vua này đã mang đến hòa bình, sự ổn định, và sự bảo đảm về tài chính cho vương quốc Macedonia, thế nhưng vụ ám sát của ông (có lẽ là bởi một người hầu hoàng gia) đã khiến cho vương quốc rơi vào tình cảnh nguy hiểm và xung đột. Triều đại hỗn loạn của Amyntas III của Macedonia (trị vì từ năm 393-370 TCN) đã chứng kiến những cuộc xâm lược tàn bạo đến từ vị vua xứ Illyria là Bardylis của người Dardani và từ thành bang Olynthos ở bán đảo Chalcidice, người Macedonia đã đánh bại các cuộc xâm lược này nhờ vào sự giúp đỡ của các thế lực ngoại quốc đó là các thành bang của Thessaly và Sparta. Alexandros II (trị vì từ năm 370-368 TCN) đã xâm lược Thessaly nhưng lại không chiếm được Larissa, thành phố này đã bị tướng Pelopidas của Thebes chiếm giữ, ông ta sau đó đã giảng hòa với Macedonia với điều kiện rằng họ phải giao nộp các con tin thuộc tầng lớp quý tộc mà bao gồm cả vị vua tương lai Philippos II của Macedonia (trị vì từ 359-336 TCN).
Philippos II đã trở thành vua sau khi người anh cả của ông là Perdiccas III của Macedonia (trị vì từ năm 368-359 TCN) bị đánh bại và tử trận trong trận chiến chống lại quân đội của Bardylis. Bằng việc sử dụng tài ngoại giao khéo léo, Philippos II đã có thể giảng hòa với  người Illyri, người Thraci, người Paeoni, và người Athen vốn đe dọa biên giới của ông. Điều này cho phép ông có thời gian để cải tổ mạnh mẽ quân đội Macedonia cổ đại và xây dựng nên đội hình phalanx Macedonia mà sẽ đóng vai trò chủ chốt trong quá trình chinh phục thành công Hy Lạp, với ngoại lệ là Sparta. Ông đã dần dần tăng cường quyền lực chính trị của mình bằng các liên minh hôn nhân với các thế lực ngoại quốc, tiếp đó giải tán liên minh Chalcidice bằng cuộc chiến tranh Olynthos (349–348 TCN), và trở thành một thành viên được bầu của liên minh Thessaly và Đại nghị liên bang nhờ vào việc đánh bại Phocis trong cuộc chiến tranh Thần Thánh lần thứ Ba (356–346 TCN). Sau khi người Macedonia giành chiến thắng trước một liên minh được lãnh đạo bởi Athens và Thebes tại Trận Chaeronea vào năm 338 TCN, Philippos đã thành lập liên minh Corinth và được bầu là hegemon của nó để lãnh đạo một cuộc xâm lược trong tương lai của người Hy Lạp nhằm vào đế quốc Achaemenes dưới quyền bá chủ của người Macedonia. Tuy nhiên, Philippos II đã bị một trong những cận vệ của mình ám sát và kế vị ông là người con trai Alexandros III, hay còn được biết đến nhiều hơn với tên gọi là Alexandros Đại đế (trị vì từ năm 336-323 TCN), ông ta đã xâm lược tỉnh Ai Cập của nhà Achaemenes và châu Á đồng thời lật đổ sự cai trị của Darius III, vị vua này đã phải bỏ chạy tới Bactria (ngày nay thuộc Afghanistan) và bị sát hại tại đây bởi một trong số những người bà con của mình là Bessus. Ông ta cuối cùng đã bị Alexandros hành quyết, thế nhưng Alexandros sau đó đã qua đời vì một căn bệnh không rõ nguyên nhân ở tuổi 32, cái chết của ông đã dẫn đến cuộc Phân chia ở Babylon bởi những vị tướng cũ của Alexandros, các diadochi, đứng đầu trong số đó là Antipatros, vị nhiếp chính của Alexandros IV của Macedonia (trị vì từ năm 323-309 TCN). Sự kiện này đã mở ra thời kỳ Hy Lạp hóa ở khu vực Tây Á và thế giới Địa Trung Hải, nó cũng dẫn đến việc hình thành nên các quốc gia kế thừa đó là vương quốc Ptolemaios, đế quốc Seleukos, và nhà Attalos ở những vùng lãnh thổ cũ thuộc đế quốc của Alexandros.
Macedonia đã tiếp tục giữ vai trò là quốc gia thống trị Hy Lạp thời kỳ Hy Lạp hóa, thế nhưng quyền lực của nó đã bị suy giảm do các cuộc nội chiến diễn ra giữa nhà Antipatros và nhà Antigonos non trẻ. Sau khi sống sót qua những cuộc xâm lược của Pyrros của Ipiros, Lysimachos, Seleukos I Nikator, và người Galatia gốc Celt, Macedonia dưới sự lãnh đạo của Antigonos II của Macedonia (trị vì từ 277-274 TCN; 272–239 TCN) đã có thể chinh phục Athens và chống đỡ được sự tấn công dữ dội bằng hải quân của nhà Ptolemaios ở Ai Cập trong cuộc chiến tranh Chremonides (267–261 TCN). Tuy nhiên, cuộc nổi dậy của Aratos của Sicyon vào năm 351 TCN mà dẫn đến việc thành lập nên liên minh Achaea, hóa ra lại là một vấn đề cứ lặp đi lặp lại đối với tham vọng của các vị vua Macedonia ở khu vực đại lục Hy Lạp. Uy quyền của Macedonia đã được hồi phục dưới triều đại của Antigonos III Doson (trị vì từ năm 229-221 TCN), ông đã đánh bại người Sparta dưới thời Cleomenes III trong cuộc chiến tranh Cleomenes (229–222 TCN). Mặc dù Philippos V của Macedonia (trị vì từ 221-179 TCN) đã thành công trong việc đánh bại liên minh Aetolia trong cuộc chiến tranh Đồng Minh (220–217 TCN), những nỗ lực của ông nhằm mở rộng uy quyền của Macedonia vào khu vực biển Adriatic và ký kết một hiệp ước Macedonia–Carthage với Hannibal đã báo động cho Cộng hòa La Mã, họ đã thuyết phục một liên minh các thành bang Hy Lạp tấn công Macedonia trong khi Rome tập trung vào việc đánh bại Hannibal ở Ý. Rome cuối cùng đã giành chiến thắng trước Philippos V trong hai cuộc chiến tranh đó là chiến tranh Macedonia lần thứ Nhất (214–205 TCN) và chiến tranh Macedonia lần thứ Hai (200–197 TCN), Philippos V còn thất bại trong cuộc chiến tranh Crete (205-200 TCN) bởi một liên minh dưới sự lãnh đạo của Rhodes. Macedonia đã buộc phải từ bỏ các vùng lãnh thổ mà nó nắm giữ ở Hy Lạp nằm ngoài Macedonia, trong khi cuộc chiến tranh Macedonia lần thứ Ba (171–168 TCN) đã kết thúc bằng việc lật đổ hoàn toàn chế độ quân chủ, sau sự kiện này Rome đã giam lỏng Perseus của Macedonia (cai trị 179-168 TCN) ở Ý và thiết lập bốn nhà nước cộng hòa chư hầu ở Macedonia. Nhằm ngăn chặn sự nổi dậy ở Macedonia, Rome đã áp đặt những hiến pháp nghiêm ngặt ở những quốc gia này nhằm hạn chế sự tăng trưởng kinh tế và sự tương tác của họ. Tuy nhiên, Andriskos, một người tự xưng là hậu duệ của nhà Antigonos, đã thành công trong việc khôi phục lại chế độ quân chủ Macedonia trong một thời gian ngắn trong cuộc chiến tranh Macedonia lần thứ Tư (150–148 TCN). Quân đội của ông đã bị đánh tan tác trong trận Pydna lần thứ hai bởi vị tướng La Mã Quintus Caecilius Metellus Macedonicus, điều này đã dẫn đến việc thiết lập nên tỉnh Macedonia của La Mã và khởi đầu thời kỳ Hy Lạp thuộc La Mã.

## Lịch sử thời kỳ đầu và truyền thuyết

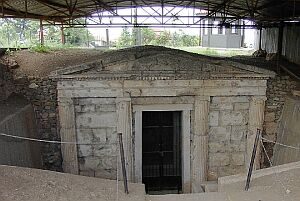
Lối vào một trong những ngôi mộ hoàng gia ở Vergina, một di sản thế giới của UNESCO

Các sử gia Hy Lạp như Herodotos và Thucydides đã ghi lại truyền thuyết mà kể rằng các vị vua Macedonia thuộc triều đại Argead là hậu duệ của Temenos đến từ Argos ở bán đảo Peloponnese, ông ta được cho là một hậu duệ của Heracles. Truyền thuyết này nói rằng ba người anh em và là hậu duệ của Temenos đã đi lang thang từ Illyria tới Thượng Macedonia, tại đây một vị vua địa phương đã suýt chút nữa đã giết họ và đã cho lưu đày ba người bởi vì có một điềm báo rằng người trẻ nhất trong số họ, Perdiccas, sẽ trở thành vua. Ông ta cuối cùng đã trở thành vua sau khi định cư ở gần khu vườn được cho là của Midas nằm cạnh núi Bermius ở Hạ Macedonia. Các sử gia La Mã bao gồm Livius, Velleius và Justinus cùng với nhà viết tiểu sử người Hy Lạp là Plutarch và nhà địa lý người Hy Lạp là Pausanias đã đề cập tới một truyền thuyết khác mà nói rằng Karanos của Macedonia là vị vua Macedonia đầu tiên và người kế vị của ông ta là Perdiccas I. Người Hy Lạp thuộc thời kỳ cổ điển thường chấp nhận câu chuyện về nguồn gốc do Herodotos viết, hoặc là một câu chuyện khác có liên quan tới dòng dõi từ  thần Zeus, vị thần đứng đầu hệ thống các vị thần Hy Lạp, điều này góp phần tạo ra sự tin tưởng vào quan niệm cho rằng triều đại cai trị của người Macedonia sở hữu uy quyền thiêng liêng của nhà vua. Herodotos viết rằng Alexandros I của Macedonia (trị vì từ năm 498-454 TCN) đã thuyết phục được những giám khảo Hellanodikai của thế vận hội Olympia cổ đại về huyết thống Argos của ông ta có thể truy nguyên đến Temenos, và do đó cho phép ông ta tham gia vào các cuộc tranh tài của thế vận hội Olympia.
Có rất ít thông tin về năm vị vua đầu tiên của Macedonia (hoặc là tám vị vua đầu tiên phụ thuộc vào bảng niên đại hoàng gia nào được chấp nhận). Có nhiều bằng chứng hơn đối với triều đại của Amyntas I của Macedonia (trị vì từ năm 547-498 TCN) và của vị vua kế vị ông là Alexandros I, đặc biệt là do Alexandros đã trợ giúp vị tướng người Ba Tư là Mardonius tại trận Platea vào năm 479 TCN, trong cuộc chiến tranh Hy Lạp-Ba Tư. Mặc dù tuyên bố rằng một số vị vua đầu tiên được Herodotos liệt kê rất có thể là những nhân vật huyền thoại, sử gia Robert Malcolm Errington sử dụng ước lượng sơ bộ là 25 năm dành cho triều đại của mỗi một vị vua trong số này để giả định rằng kinh đô Aigai (ngày nay là Vergina) có thể đã nằm dưới sự cai trị của họ từ khoảng giữa thế kỷ thứ 7 TCN trở đi, trong thời kỳ Cổ xưa.

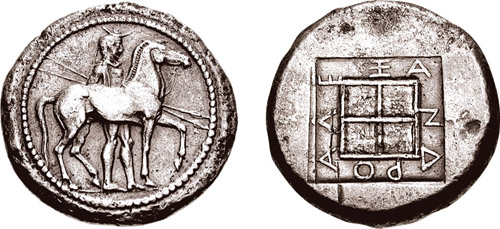
Một đồng octadrachm bằng bạc thuộc về Alexandros I của Macedonia (trị vì từ năm 498-454 TCN), nó được đúc vào k. 465–460 TCN, nó cho thấy một kỵ sĩ mặc một chlamys (áo choàng ngắn) và đội petasos (mũ đội đầu) trong khi đang giữ hai ngọn giáo và dắt một con ngựa

Vương quốc nằm trong vùng đồng bằng phù sa màu mỡ được tưới nước bởi các con sông Haliacmon và Axius, nó được gọi là Hạ Macedonia và nằm ở phía bắc của Núi Olympus. Vào khoảng triều đại của Alexandros I, nhà Argead của Macedonia đã bắt đầu mở rộng tới khu vực Thượng Macedonia vốn là nơi sinh sống của những bộ lạc Hy Lạp như là người Lyncestae và Elimiotae, và về phía Tây ở phía bên kia sông Axius tới các vùng đất Emathia, Eordaia, Bottiaea, Mygdonia, Crestonia và Almopia; những vùng đất này là nơi sinh sống của các bộ lạc người Thraci. Ở phía bắc của Macedonia có nhiều dân tộc khác nhau không phải là người Hy Lạp chẳng hạn như là người Paeonia ở phía bắc, người Thraci ở phía đông bắc, và người Illyri mà vốn thường xuyên xung đột với người Macedonia thì lại nằm ở phía tây bắc. Về phía nam là vùng đất Thessaly, cư dân của nó và người Macedonia có nhiều điểm chung về cả văn hóa và chính trị trong khi về phía Tây là vùng đất Ipiros, cư dân của nó và người Macedonia đã có một mối quan hệ hòa bình vào thế kỷ thứ 4 TCN, họ đã thiết lập một liên minh để chống lại các cuộc tấn công của người Illyri. Trước thế kỷ thứ 4 TCN, vương quốc này bao phủ một khu vực tương ứng với phần phía Tây và miền trung của vùng đất Macedonia thuộc Hy Lạp ngày nay.
Khi Darius I của Ba Tư (trị vì từ 522-486 TCN) phát động một chiến dịch quân sự chống lại người Scythia ở châu Âu vào năm 513 TCN, ông ta đã lệnh cho tướng Megabazus đánh dẹp người Paeonia, Thraci, và các thành bang Hy Lạp ven biển ở miền nam khu vực Balkan. Vào năm 512/511 TCN, Megabazus đã phái các phái viên tới Macedonia để yêu cầu người Macedonia quy phục như là một chư hầu của đế quốc Achaemenes, Amyntas I sau đó đã đáp lại bằng cách chính thức chấp nhận quyền bá chủ của vị Vua của các vị vua của người Ba Tư. Điều này đã bắt đầu thời kỳ Macedonia thuộc Achaemenes, nó đã kéo dài khoảng gần 3 thập kỷ. Vương quốc Macedonia đã có được một mức độ tự trị rộng rãi và nằm ngoài sự kiểm soát của người Ba Tư, nhưng nó được cho là phải cung cấp binh lính và quân lương cho quân đội nhà Achaemenes. Người con trai của Bubares, con trai của Megabazus, với Gygaea của Macedonia, con gái của Amyntas I, là Amyntas II đã được Xerxes I (trị vì từ 486-465 TCN) ban cho thành phố Alabanda của người Phrygia làm thái ấp, để củng cố liên minh hôn nhân Ba Tư-Macedonia. Quyền lực của người Ba Tư đối với Macedonia đã bị gián đoạn bởi cuộc nổi dậy của người Ionia (499–493 TCN), tuy vậy vị tướng người Ba Tư Mardonius đã có thể chinh phục Macedonia và đặt nó dưới sự cai trị của Ba Tư. Dẫu vậy, người ta nghi ngờ rằng liệu Macedonia đã chính thức được coi là một satrap (tức là một tỉnh) nằm trong đế quốc Ba Tư hay chưa. Vị vua Macedonia là Alexandros I chắc hẳn đã xem sự  quy phục của ông như là một cơ hội để nâng cao địa vị của mình, bởi vì ông đã sử dụng sự hỗ trợ về mặt quân sự của người Ba Tư để mở rộng biên giới của mình. Người Macedonia đã trợ giúp về mặt quân sự cho Xerxes I trong cuộc xâm lược Hy Lạp lần thứ hai của người Ba Tư vào năm 480–479 TCN, trong cuộc chiến này người Macedonia và Ba Tư đã chiến đấu chống lại một liên minh Hy Lạp dưới sự lãnh đạo của Athens và Sparta. Sau khi người Hy Lạp giành chiến thắng tại Salamis, người Ba Tư đã cử Alexandros I làm phái viên tới Athens với hy vọng thiết lập một liên minh với những kẻ thù cũ của mình, thế nhưng sứ mệnh ngoại giao của ông đã bị cự tuyệt. Sự kiểm soát của nhà Achaemenes đối với Macedonia đã chấm dứt khi người Ba Tư bị người Hy Lạp đánh bại hoàn toàn và phải rút khỏi phần đại lục Hy Lạp ở châu Âu.

## Sự dính líu với thế giới Hy Lạp cổ điển

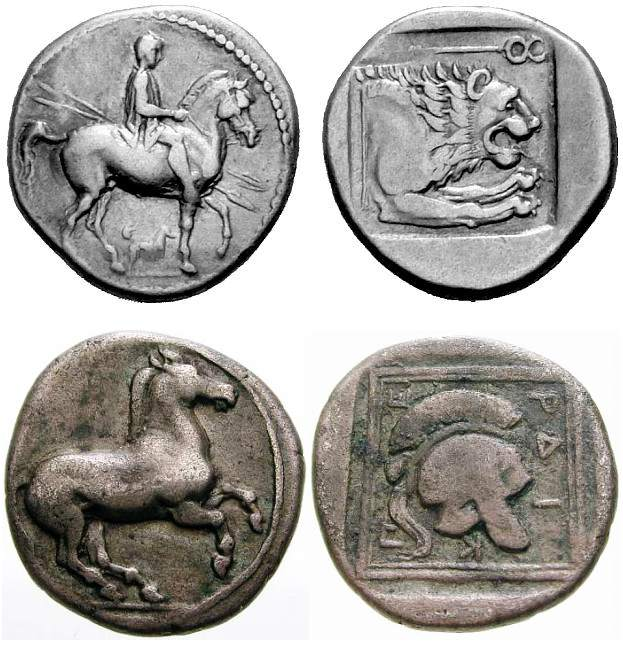
Những đồng tiền tetraobol bằng bạc được đúc dưới triều đại của Perdiccas II (trị vì từ 454-413 TCN)

Macedonia (cam) trong cuộc chiến tranh Peloponnisos vào khoảng năm 431 TCN, cùng với Athens và liên minh Delos (vàng), Sparta và liên minh Peloponnisos (đỏ), các quốc gia độc lập (xanh), và đế quốc Achaemenes của người Ba Tư (tím).

Theo Herodotos thì Alexandros I đã được người Athen phong tặng các tước hiệu proxenos và euergetes ('người bảo trợ'), ông ta đã nuôi dưỡng một mối quan hệ thân thiết với người Hy Lạp sau khi người Ba Tư bị đánh bại và triệt thoái, ông ta cũng tài trợ cho việc dựng các bức tượng tại những điện thờ quan trọng đối với toàn thể người Hy Lạp ở cả Delphi và Olympia. Sau khi qua đời vào năm 454 TCN, ông ta đã được ban tặng tước hiệu Alexandros I 'Philhellene' ('bạn của người Hy Lạp'), có lẽ tước hiệu này đã được  các học giả Alexandria thuộc thời kỳ Hy Lạp hóa sau này đặt ra và gần như chắc chắn là đã được sử gia Hy Lạp-La Mã Dio Chrysostom ghi chép lại, nó nhiều khả năng đã chịu ảnh hưởng từ sự tuyên truyền của người Macedonia vào thế kỷ thứ 4 TCN nhằm nhấn mạnh rằng các vị tổ tiên của Philippos II (trị vì từ 359-336 TCN) đã có vai trò tích cực trong những vấn đề của người Hy Lạp. Người kế vị của Alexandros I là Perdicas II (trị vì từ 454-413 TCN), ông không những phải đối phó với một cuộc nổi dậy trong nước của các tiểu vương thuộc Hạ Macedonia mà còn phải đối mặt với những thách thức nghiêm trọng đe dọa đến sự toàn vẹn lãnh thổ của người Macedonia tới từ Sitalces, một vị vua ở Thrace, và người Athen, những người đã tiến hành bốn cuộc chiến tranh khác nhau chống lại Macedonia dưới triều đại của Perdiccas II. Dưới triều đại của ông, những di dân người Athen đã bắt đầu xâm lấn các vùng lãnh thổ ven biển của ông ở Hạ Macedonia để thu thập các nguồn tài nguyên chẳng hạn như là gỗ và dầu hắc ín để hỗ trợ cho hải quân của họ, một sách lược đã được nhà lãnh đạo người Athen là Pericles tích cực khuyến khích khi ông ta định cư những người di dân ở giữa người Bisaltae dọc theo sông Strymon. Từ năm 476 TCN trở đi, người Athen đã ép buộc một số thành phố ven biển của người Macedonia nằm dọc theo biển Aegea gia nhập vào liên minh Delos nằm dưới sự lãnh đạo của Athen với vai trò là các quốc gia triều cống vào năm 437/436 TCN, người Athen đã thành lập thành phố Amphipolis nằm ở cửa sông Strymon để tiếp cận với nguồn gỗ cũng như vàng và bạc đến từ vùng đồi Pangaion.
Chiến tranh đã nổ ra vào năm 433 TCN khi Athens liên minh với một người em trai và em họ của Perdiccas II, những người đang nổi loạn chống lại ông, mục đích của người Athen có lẽ là nhằm tìm kiếm lực lượng kỵ binh và tài nguyên bổ sung để dành cho cuộc chiến tranh Peloponnisos (431–404 TCN). Điều này đã khiến cho Perdiccas tìm kiếm một liên minh với các đối thủ của Athens là Sparta và Corinth, tuy nhiên khi những cố gắng của ông không thành thay vào đó ông đã kích động một cuộc nổi dậy của các đồng minh trên danh nghĩa của Athen ở Chalcidice và lôi kéo được thành phố quan trọng là Potidaea. Athens đã đáp trả bằng cách cử một đạo hải quân tới xâm lược Macedonia, họ đã chiếm được Therma và vây hãm Pydna. Tuy nhiên, người Athen đã không thành công trong việc chiếm lại Chalcidice và Potidaea do phải dàn mỏng lực lượng để chiến đấu với người Macedonia và đồng minh của họ trên nhiều mặt trận, và do đó họ đã phải cầu hòa với Macedonia. Chiến tranh đã lại tiếp tục ngay sau đó với việc người Athen chiếm Beroea và người Macedonia đã gửi viện trợ cho người Potidaea khi họ bị người Athen bao vây, tuy nhiên vào năm 431 TCN, người Athen và Macedonia đã ký kết một hiệp ước hòa bình và liên minh mà được dàn xếp bởi vị vua người Thraci là Sitalces của vương quốc Odrysia. Người Athen định lợi dụng Sitalces để nhằm chống lại người Macedonia, thế nhưng mong muốn của Sitalces lại là tập trung vào việc có được thêm nhiều đồng minh Thraci hơn, ông ta đã thuyết phục Athens giảng hòa với Macedonia với điều kiện rằng ông ta sẽ cung cấp kỵ binh và lực lượng peltast cho quân đội Athen ở Chalcidice. Theo các điều khoản của sự hòa giải này, Perdiccas II được nhận lại Therma và không còn phải giao chiến cùng một lúc với người em trai nổi loạn của mình, Athens, và Sitacles; đổi lại ông đã giúp đỡ người Athen trong việc chinh phục các thành phố ở Chalcidice.
Năm 429 TCN, Perdiccas II đã gửi tiếp viện cho vị tướng Sparta Cnemos ở Acarnania, nhưng quân đội Macedonia đã đến quá muộn để có thể tham gia vào Trận Naupactus, trận chiến này là một chiến thắng dành cho người Athen. Theo Thucydides thì trong cùng năm này, Sitalces đã xâm lược Macedonia theo yêu cầu của Athens để trợ giúp họ trong việc chinh phục Chalcidice và để trừng phạt Perdiccas II vì đã vi phạm các điều khoản trong hiệp ước hòa bình. Tuy nhiên, căn cứ vào việc Sitalces đem theo một đạo xâm lược người Thraci khổng lồ (được cho là tới 150,000 binh sĩ) và việc ông ta dự định tôn một người cháu họ của Perdiccas II lên làm vua của Macedonia sau khi lật đổ sự cai trị của vị vua này, Athens chắc hẳn đã trở nên thận trọng trong hoạt động hỗ trợ cho đồng minh của họ vì lẽ rằng họ đã thất hứa trong việc cung cấp cho ông ta sự hỗ trợ bằng hải quân như đã hứa. Sitalces cuối cùng đã triệt thoái khỏi Macedonia, có lẽ là do những lo ngại về hậu cần: đó là sự thiếu hụt về quân lương và một mùa đông khắc nghiệt.
Năm 424 TCN, Perdiccas đã bắt đầu đóng một vai trò nổi bật trong cuộc chiến tranh Peloponnisos bằng việc giúp đỡ vị tướng Sparta Brasidas trong việc thuyết phục các đồng minh của Athen ở Thrace đào ngũ và liên minh với Sparta. Sau khi thất bại trong việc thuyết phục Perdiccas II giảng hòa với Arrhabaeos của Lynkestis (một vùng đất nhỏ thuộc Hạ Macedonia), Brasidas đã đồng ý giúp đỡ người Macedonia trong việc chiến đấu chống lại Arrhabaeos, mặc dù vậy ông ta đã bày tỏ sự quan ngại của bản thân về việc để mặc cho các đồng minh Chalcidice của mình tự xoay xở chống lại Athens cũng như là sự lo sợ đối với sự xuất hiện của quân tiếp viện người Illyri bên phía  Arrhabaeos. Lực lượng liên quân đông đảo dưới quyền chỉ huy của Arrhabaeos dường như đã khiến cho quân đội của Perdiccas II vội vã tháo chạy trước khi trận chiến bắt đầu, điều này đã khiến cho những người Sparta dưới quyền Brasidas nổi giận và họ đã tiến hành cướp bóc đoàn xe chở hành lý không được bảo vệ của người Macedonia. Ngay sau đó, Perdiccas II không chỉ giảng hòa với Athens mà còn đổi phe, ông ta đã phong tỏa không cho quân tiếp viện từ Peloponnesos đi qua Thessaly để tới chỗ Brasidas. Hiệp ước đã đem lại cho Athens các nhượng bộ về kinh tế, nhưng nó cũng bảo đảm sự ổn định nội bộ ở Macedonia bởi vì Arrhabaeos và những người chống đối khác ở trong nước đã được thuyết phục hạ vũ khí và thừa nhận Perdiccas II là chúa tể tối cao của họ.

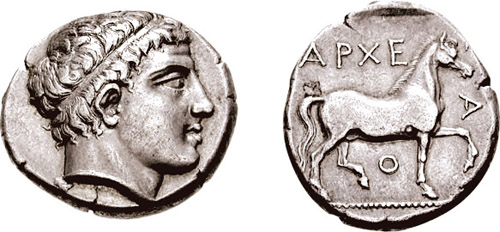
Một đồng didrachm của Macedonia được đúc dưới triều đại của Archelaos I của Macedonia (trị vì từ 413-399 TCN)

Perdiccas II có nghĩa vụ phải gửi sự trợ giúp cho vị tướng Athen Cleon, nhưng ông ta và Brasidas đều qua đời vào năm 422 TCN, và Hòa ước Nicias được ký kết vào năm tiếp theo giữa Athens và Sparta đã giải thoái cho vị vua Macedonia khỏi nghĩa vụ là một đồng minh của Athen. Sau trận Mantinea vào năm 418 TCN, Sparta và Argos đã thiết lập một liên minh mới, điều này cùng với mối đe dọa đến từ các poleis ở Chalcidice vốn liên minh với Sparta, đã khiến cho Perdiccas II phải từ bỏ liên minh với Athen và một lần nữa quay sang ủng hộ Sparta. Điều này sau đó hóa ra lại là một sai lầm về mặt chiến lược, bởi vì Argos đã nhanh chóng đổi phe và trở thành một chế độ dân chủ thân Athen, điều này cho phép Athens trừng phạt Macedonia bằng một cuộc phong tỏa hải quân vào năm 417 TCN song song với việc khôi phục lại các hoạt động quân sự ở Chalcidice. Một lần nữa Perdiccas II đã đồng ý một thỏa thuận hòa bình và liên minh với Athens vào năm 414 BC và khi ông qua đời vào năm sau đó, người con trai của ông là Archelaos I (trị vì từ 413-399 TCN) đã tiếp tục điều này.
Archelaos I đã duy trì mối quan hệ hữu hảo với Athens trong suốt triều đại của mình, người Athens đã trợ giúp về mặt hải quân cho ông trong cuộc vây hãm Pydna vào năm 410 TCN, đổi lại ông đã cung cấp cho Athens gỗ và các trang bị hải quân. Nhờ vào việc đổi mới tổ chức quân đội và xây dựng những cơ sở hạ tầng mới như các pháo đài, Archelaos đã có thể củng cố Macedonia và mở rộng quyền lực của ông tới Thessaly, tại đây ông đã trợ giúp cho các đồng minh của mình; tuy nhiên ông đã phải đối mặt với một số cuộc nổi dậy ở trong nước cũng như việc chống lại các cuộc xâm lược của người Illyri dưới sự lãnh đạo của Sirras. Mặc dù ông vẫn giữ Aigai như là một trung tâm tôn giáo và lễ hội, Archelaos I đã dời kinh đô về phía bắc tới Pella, mà vào thời điểm đó nó được xác định vị trí bởi một hồ nước và một con sông nối với biển Aegea. Ông đã nâng cao chất lượng tiền xu của Macedonia bằng việc đúc các đồng tiền xu với hàm lượng bạc cao hơn cũng như ban hành tiền xu bằng đồng riêng biệt. Triều đình hoàng gia của ông đã thu hút các học giả nổi tiếng chẳng hạn như là nhà soạn kịch người Athen là Euripides.

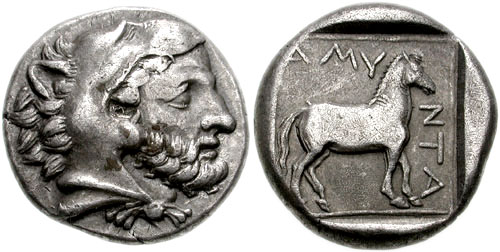
Một đồng stater bằng bạc của Amyntas III của Macedonia (trị vì từ 393-370 TCN)

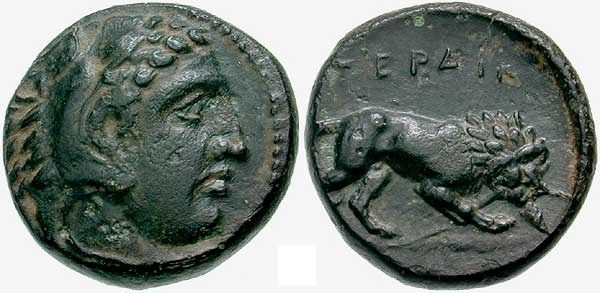
Một đồng stater của Perdiccas III của Macedonia (trị vì từ 368-359 TCN)

Các nguồn lịch sử ghi lại những ghi chép cực kỳ khác nhau và mập mờ về người đã ám sát Archelaos I, mặc dù vậy dường như vụ ám sát này có thể liên quan tới một mối tình đồng tính với các người hầu hoàng gia tại triều đình của ông. Tiếp sau điều này là một cuộc chiến tranh giành quyền lực kéo dài từ năm 399 tới 393 TCN với triều đại của bốn vị vua khác nhau: Orestes, con trai của Archelaos I; Aeropos II, người chú, quan nhiếp chính và cũng là người đã sát hại Orestes; Pausanias, con trai của Aeropos II; và Amyntas II, người đã cưới con gái út của Archelaos I. Có rất ít thông tin được biết đến về thời kỳ này, mặc dù vậy ngoại trừ Orestes thì cả ba vị vua còn lại đều đã cố gắng đúc loại tiền kém chất lượng mà mô mỏng theo loại tiền xu của Archelaos I. Cuối cùng, Amyntas III (trị vì từ 393-370 TCN), con trai của Arrhidaeos và là cháu nội của Amyntas I, đã lên làm vua sau khi giết chết Pausanias.
Sử gia người Hy Lạp Diodoros Siculos đã cung cấp một ghi chép dường như mâu thuẫn về những cuộc xâm lược của người Illyria diễn ra vào năm 393 TCN và năm 383 TCN, chúng có thể đã cùng miêu tả một cuộc xâm lược duy nhất được lãnh đạo bởi Bardylis của người Dardani. Trong sự kiện này, Amyntas III được thuật lại là đã chạy trốn khỏi vương quốc của mình và quay trở lại cùng với sự giúp đỡ của các đồng minh Thessaly, trong lúc đó một người tiếm vị có tên là Argaeos đã tạm thời cai trị khi Amyntas III vắng mặt. Khi thành phố Olynthos hùng mạnh của người Chalcidice được cho là chuẩn bị sẵn sàng để lật đổ Amyntas III và chinh phục vương quốc Macedonia, Teleutias, em trai của vị vua Sparta Agesilaos II, đã dong buồm tới Macedonia cùng với một đạo quân Sparta lớn và sự giúp đỡ này đã đóng vai trò quyết định đối với Amyntas III. Chiến dịch diễn ra vào năm 379 TCN đã kết thúc bằng sự đầu hàng của Olynthos và sự giải tán của liên minh Chalcidice.
Amyntas III có nhiều người con với hai người vợ của mình, và người con cả của ông với Eurydice I là Alexandros II (trị vì từ 370-368 TCN) đã kế vị ông. Khi Alexandros II xâm lược Thessaly và chiếm Larissa cùng Crannon, điều này giống như là một sự thách thức đối với quyền bá chủ của vị tagos (nhà lãnh đạo quân sự tối cao của người Thessaly) Alexandros của Pherae, người Thessaly đã kêu gọi Pelopidas của Thebes giúp họ đánh đuổi cả hai vị chúa tể đối địch này. Sau khi Pelopidas chiếm được Larissa, Alexandros II đã giảng hòa và liên minh với Thebes, ông ra đã giao nộp các con tin quý tộc bao gồm cả em trai và vị vua tương lai, Philippos II. Sau đó, Ptolemaios của Aloros đã ám sát người em rể Alexandros II và giữ vai trò là nhiếp chính cho em trai của vị tiên vương là Perdiccas III (trị vì từ 368-359 TCN). Sự can thiệp của Ptolemaios vào Thessaly trong năm 367 TCN đã dẫn đến một cuộc xâm lược khác của Thebes do Pelopidas lãnh đạo, tuy nhiên Ptolemaios đã mua chuộc đám lính đánh thuê của ông ta để không phải giao chiến, điều này đã dẫn tới việc đề xuất một liên minh mới giữa Macedonia và Thebes, nhưng chỉ với điều kiện đó là có thêm nhiều con tin hơn bao gồm một trong số những người con trai của Ptolemios được trao cho Thebes. Vào năm 365 TCN, Perdiccas III đã đạt tới tuổi trường thành và nhân cơ hội này ông đã xử tử vị quan nhiếp chính Ptolemaios, triều đại của ông sau đó được ghi dấu bởi sự ổn định nội bộ, sự hồi phục về tài chính, điều này tạo điều kiện thuận lợi cho sự say mê tri thức Hy Lạp tại triều đình của ông và sự trở lại của người em trai Philippos từ Thebes. Tuy nhiên, Perdiccas III cũng đã phải đối phó với một cuộc xâm lược của người Athen dưới sự lãnh đạo của Timotheos, con trai của Conon, điều này đã khiến cho ông bị mất Methone và Pydna, trong khi một cuộc xâm lược khác của người Illyri dưới sự lãnh đạo của Bardylis đã khiến cho Perdiccas III và 4,000 binh sĩ Macedonia tử trận.

## Sự trỗi dậy của Macedonia
Philippos II của Macedonia (trị vì từ 359-336 TCN) đã dành phần lớn thời niên thiếu của mình như là một con tin chính trị ở Thebes, và khi ông kế vị ngai vàng ở tuổi 24, ông ngay láp tức đã phải đối mặt với những cuộc khủng hoảng mà đe dọa lật đổ quyền lãnh đạo của mình. Tuy nhiên, bằng cách sử dụng tài ngoại giao khéo léo, ông đã có thể thuyết phục được người Thraci dưới quyền Berisades từ bỏ sự hỗ trợ của họ dành cho Pausanias, một người tiếm vị tranh giành ngai vàng, và người Athen cũng đã dừng ủng hộ một người tiếm vị khác tên là Argaeos (có lẽ cũng chính là người đã gây khó khăn cho Amyntas III). Ông đã thực hiện được những điều này bằng cách mua chuộc người Thraci cùng với đồng minh của họ là người Paeonia và cho rút đội quân đồn trú người Macedonia khỏi Amphipolis đồng thời thiết lập một hiệp ước với Athens mà trong đó ông tuyên bố từ bỏ yêu sách của mình với thành phố này. Ông cũng đã có thể giảng hòa với người Illyri, những người đã đe dọa biên giới của ông.

Bản đồ của vương quốc Macedonia tại thời điểm Philippos II qua đời vào năm 336 TCN (xanh nhạt), với phần lãnh thổ gốc vào năm 431 TCN (đường biên đỏ), và các quốc gia phụ thuộc (vàng)

Các học giả vẫn chưa xác định được chính xác thời điểm khi nào Philippos II đã bắt đầu các cải cách để thay đổi hoàn toàn tổ chức, trang bị, huấn luyện của quân đội Macedonia bao gồm cả đội hình phalanx Macedonia được trang bị những cây giáo dài (tức là sarissa). Những cải cách này đã diễn ra trong một thời gian kéo dài vài năm và ngay lập tức nó đã chứng tỏ được thành công khi được ông chống lại các kẻ thù là người Illyri và Paeonia. Những thông tin mơ hồ trong các tác phẩm cổ đại đã khiến cho các học giả ngày nay tranh luận về việc các vị tiên vương của Philippos II có thể đã đóng góp bao nhiêu cho những cải cách quân sự này. Có khả năng rằng những năm 
tháng làm con tin ở Thebes trong thời kỳ Thebes nắm quyền bá chủ đã ảnh hưởng tới các ý tưởng của ông, đặc biệt là sau khi gặp gỡ vị tướng nổi tiếng Epaminondas.
Mặc dù Macedonia và phần còn lại của Hy Lạp theo chế độ hôn nhân một vợ một chồng truyền thống, Philippos II đã thực hiện chế độ đa thê, ông đã cưới 7 người vợ khác nhau với có lẽ chỉ duy nhất một người trong số đó không có liên quan đến sự trung thành của các thần dân thuộc tầng lớp quý tộc hoặc một liên minh mới. Chẳng hạn như, cuộc hôn nhân đầu tiên của ông là với Phila của Elimeia thuộc tầng lớp quý tộc Thượng Macedonia cũng như là với công chúa người Illyri tên là Audata, cháu nội(?) của Bardylis, để đảm bảo một liên minh hôn nhân với bộ tộc này. Để thiết lập liên minh với Larissa ở Thessaly, ông đã cưới một nữ quý tộc người Thessaly tên là Philinna vào năm 358 TCN, bà ta đã sinh cho ông một người con trai là Philippos III Arrhidaeos (trị vì từ 323-317 TCN). Năm 357 TCN, ông đã cưới Olympias để nhằm đảm bảo một liên minh với Arybbas, Vua của Ipiros và người Molossi. Cuộc hôn nhân này sau đó sẽ sinh ra một người con trai mà sẽ cai trị với tên gọi là Alexandros III (hay còn được biết đến rộng rãi là Alexandros Đại đế), ông ta sau này sẽ tuyên bố là hậu duệ của Achilles thông qua huyết thống triều đại từ Ipiros. Các học giả đã tranh luận về việc liệu rằng  các vị vua nhà Achaemenes của Ba Tư đã có ảnh hưởng tới việc thực hiện chế độ đa phu của Philippos hay không, dẫu vậy điều này dường như đã được Amyntas III thực hiện trước đó, ông ta đã có ba người con với người vợ thứ hai có thể của mình tên là Gygaea: Archelaos, Arrhidaeos, và Menelaos. Philippos II đã xử tử Archelaos vào năm 359 TCN, trong khi hai người anh em cùng cha khác mẹ khác của Philippos đã bỏ chạy tới Olynthos, điều này đã đóng vai trò là một casus belli cho cuộc chiến tranh Olynthos (349–348 TCN) chống lại liên minh Chalcidice.
Trong lúc Athens đang vướng bận với cuộc chiến tranh Đồng Minh (357–355 TCN), Philippos đã tranh thủ cơ hội này để tái chiếm Amphipolis vào năm 357 TCN, điều này sau đó đã khiến cho người Athen tuyên chiến với ông vào năm 356 TCN, ông đã chiếm Pydna cùng Potidaea, thành phố này sau đó đã được ông trao trả lại cho liên minh Chalcidice theo như những gì được hứa trong hiệp ước vào năm 357/356 TCN. Trong cùng năm này, ông cũng đã chiếm được Crenides, và tái thành lập nó với tên gọi mới là Philippi trong khi vị tướng Parmenion đã giành chiến thắng trước vị vua người Illyri là Grabos của người Grabaei. Trong cuộc vây hãm Methone diễn ra từ năm 355 tới năm 354 TCN, Philippos đã mất mắt phải của mình do tên bắn, nhưng ông đã có thể chiếm được thành phố này và thậm chí là đã đối xử thân mật với những cư dân chiến bại (không giống như người Potidaea đã bị bán làm nô lệ).
Philippos II đã đưa Macedonia tham gia vào cuộc Chiến tranh Thần Thánh lần thứ Ba (356–346 TCN) trong giai đoạn này. Cuộc xung đột này bắt đầu khi Phocis chiếm giữ và cướp bóc ngôi đền Apollo tại Delphi nhằm đáp trả cho việc Thebes yêu cầu họ nộp các khoản tiền phạt phải đóng, điều này khiến cho Đại nghị liên minh tuyên chiến với Phocis và một cuộc nội chiến đã diễn ra giữa các thành viên của liên minh Thessaly mà đã đứng về phía Phocis hoặc Thebes. Chiến dịch đầu tiên của Philippos II đó là chống lại Pherae ở Thessaly vào năm 353 TCN theo yêu cầu của Larissa đã kết thúc bằng hai thất bại trước vị tướng người Phocis là Onomarchos. Tuy nhiên, ông đã quay trở lại vào năm sau và đánh bại Onomarchos tại trận cánh đồng Crocus, điều này đã khiến cho ông được bầu làm nhà lãnh đạo (archon) của liên minh Thessaly, có quyền tuyển mộ kỵ binh Thessaly và cho phép ông có được một ghế trong hội đồng Đại nghị liên minh và một liên minh hôn nhân với Pherae thông qua việc cưới Nicesipolis, cháu gái của vị bạo chúa Jason của Pherae.

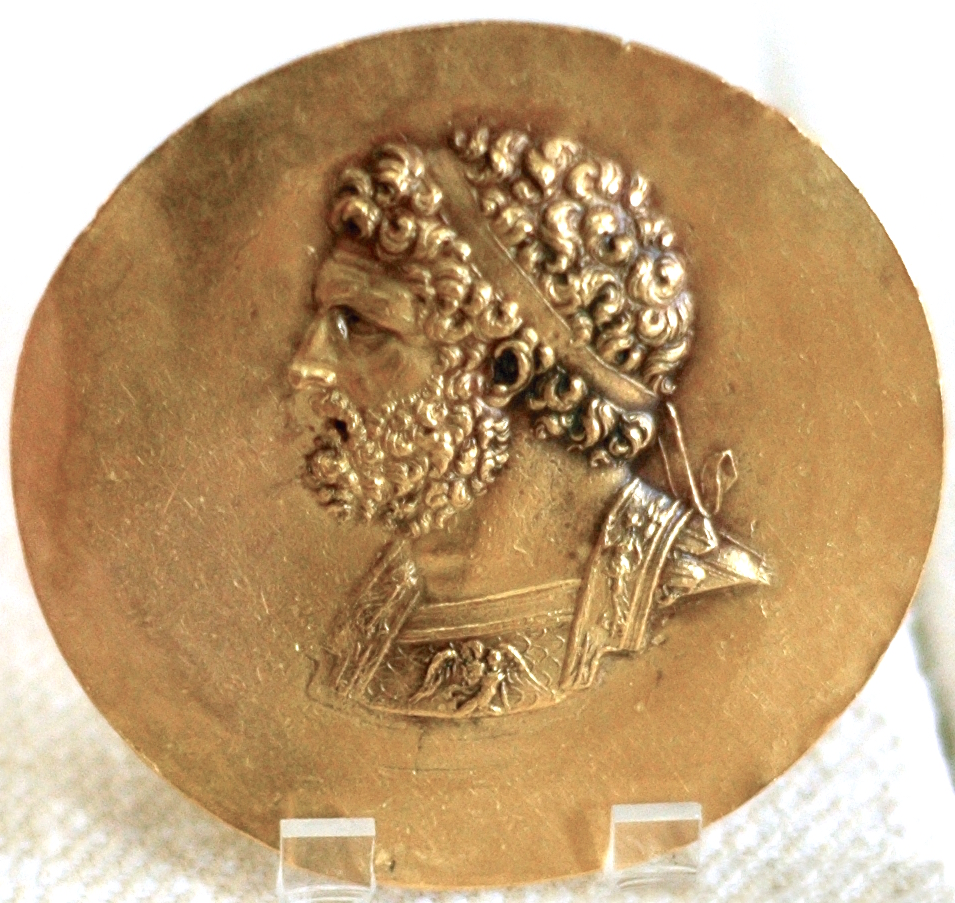
Niketerion (huy chương chiến thắng) mang hình nổi của Philippos II của Macedonia, thế kỷ thứ 3 SCN, nó có thể đã được đúc dưới triều đại của vị hoàng đế La Mã Alexander Severus.

Sau chiến dịch chống lại vị vua người Thraci là Cersobleptes, Philippos II đã bắt đầu cuộc chiến tranh chống lại liên minh Chalcidice vào năm 349 TCN, liên minh này đã được tái lập vào năm 375 TCN sau một thời gian tạm thời bị giải tán. Bất chấp việc người Athen can thiệp dưới sự lãnh đạo của Charidemos, Olynthos đã bị Philippos II chiếm vào năm 348 TCN, ông đã bán cư dân của nó làm nô lệ đồng thời đem một số công dân Athen về Macedonia làm nô lệ. Người Athen, đặc biệt là bằng một loạt các bài diễn văn của Demosthenes mà được biết đến với tên gọi Olynthiacs, đã không thành công trong việc thuyết phục các đồng minh của họ phản công, vì thế vào năm 346 TCN họ đã ký kết một hiệp ước hòa bình với Macedonia mà được biết đến với tên gọi Hòa ước của Philocrates. Hiệp ước này quy định rằng Athens sẽ từ bỏ các yêu sách đối với những vùng lãnh thổ ven biển của Macedonia, khu vực Chalcidice, và Amphipolis để đổi lại bằng việc phóng thích các nô lệ người Athen cũng như đảm bảo rằng Philippos sẽ không tấn công các khu định cư của người Athen ở khu vực Thracian Chersonese. Trong khi đó, Phocis và Thermopylae đã bị quân đội Macedonia chiếm đóng, và những người đã cướp bóc ngôi đền Delphi bị xử tử, Philippos II đã được trao tặng hai ghế của người Phocis trong hội đồng Đại Nghị liên minh và vị trí người chủ trì toàn bộ thế vận hội Pythia. Athens ban đầu phản đối quyền thành viên của ông trong hội đồng và từ chối tham dự thế vận hội để phản đối, nhưng cuối cùng họ đã chấp nhận những điều này, có lẽ sau sự thuyết phục đáng kể của Demosthenes trong bài diễn thuyết Về Hòa bình của ông ta.
Trong vài năm tiếp theo, Philippos II đã bận rộn với việc tổ chức lại hệ thống chính quyền ở Thessaly, ông còn tiến hành chiến dịch chống lại vị vua người Illyri là Pleuratos I và lật đổ Arybbas ở Ipiros để thay thế bằng người em vợ là Alexandros I (thông qua cuộc hôn nhân của Philippos II với Olympias), ông cũng đã đánh bại Cersebleptes ở Thrace.Điều này cho phép ông mở rộng quyền kiểm soát của người Macedonia đối với Hellespont nhằm phục vụ cho dự định sẽ mở một cuộc xâm lược vào khu vực Anatolia của nhà Achaemenes sau này. Ở khu vực ngày nay là Bulgaria, Philippos II đã chinh phục thành phố Panegyreis của người Thraci vào năm 342 TCN và tái thành lập lại nó với tên gọi là Philippopolis (ngày nay là Plovdiv, thời La Mã nó được gọi là Trimontium). Chiến tranh với Athens đã nổ ra vào năm 340 TCN vào thời điểm Philippos II tiến hành hai cuộc vây hãm không thành công đối Perinthus và Byzantion, tiếp sau đó là một chiến dịch thành công chống lại người Scythia dọc theo sông Danube và sự tham gia của Macedonia vào cuộc Chiến tranh Thần Thánh lần thứ Tư chống lại Amphissa trong năm 339 TCN. Chiến sự giữa Thebes và Macedonia đã nổ ra khi Thebes đánh đuổi một đội quân đồn trú người Macedonia khỏi Nicaea (gần Thermopylae), điều này đã dẫn đến việc Thebes liên minh với Athens, Megara, Corinth, Achaea, và Euboea trong một cuộc chạm trán cuối cùng chống lại Macedonia tại trận Chaeronea vào năm 338 TCN. Thành viên của chế độ đầu sỏ Athen là Philippides của Paiania đã góp phần vào chiến thắng của người Macedonia ở Chaeronea bằng việc trợ giúp cho Philippos II, thế nhưng sau này ông ta đã bị buộc tôi là một kẻ phản bội ở Athens bởi nhà hùng biện và chính trị gia Hypereides.
Sau chiến thắng của người Macedonia tại Chaeronea, Philippos II đã áp đặt các điều kiện khắt khe đối với Thebes, ông còn thiết lập một chế độ đầu xỏ tại đó thế nhưng ông lại khoan dung với Athens do ông mong muốn sử dụng hải quân của họ cho cuộc xâm lược đã được lên kế hoạch từ trước nhằm vào đế quốc Achaemenes. Sau đó ông chịu trách nhiệm chính cho việc thành lập liên minh Corinth mà bao gồm tất cả các thành bang Hy Lạp chủ trốt ngoại trừ Sparta, ông đã được bầu làm nhà lãnh đạo (hegemon) của hội đồng của nó (synedrion) vào mùa xuân năm 337 TCN bất chấp việc vương quốc Macedonia không được coi là một thành viên chính thức của liên minh. Nỗi sợ hãi của toàn thể người Hy Lạp về một cuộc xâm lược Hy Lạp khác của người Ba Tư có lẽ đã góp phần vào quyết định xâm lược đế quốc Achaemenes của Philippos. Người Ba Tư đã trợ giúp cho Perinthus và Byzantion vào năm 341–340 TCN, chiến lược của Macedonia nêu rõ là cần chiếm được Thrace và khu vực biển Aegea chống lại sự xâm lấn ngày càng tăng của nhà Achaemenes, khi mà vị vua Ba Tư Artaxerxes III tiến hành củng cố thêm sự kiểm soát của mình đối với các tổng trấn ở miền Tây Anatolia. Khu vực này, mang tới sự giàu có và nhiều nguồn tài nguyên giá trị hơn khu vực Balkans, nó cũng được vị vua của Macedonia khao khát vì tiềm năng kinh tế vô hạn của mình.

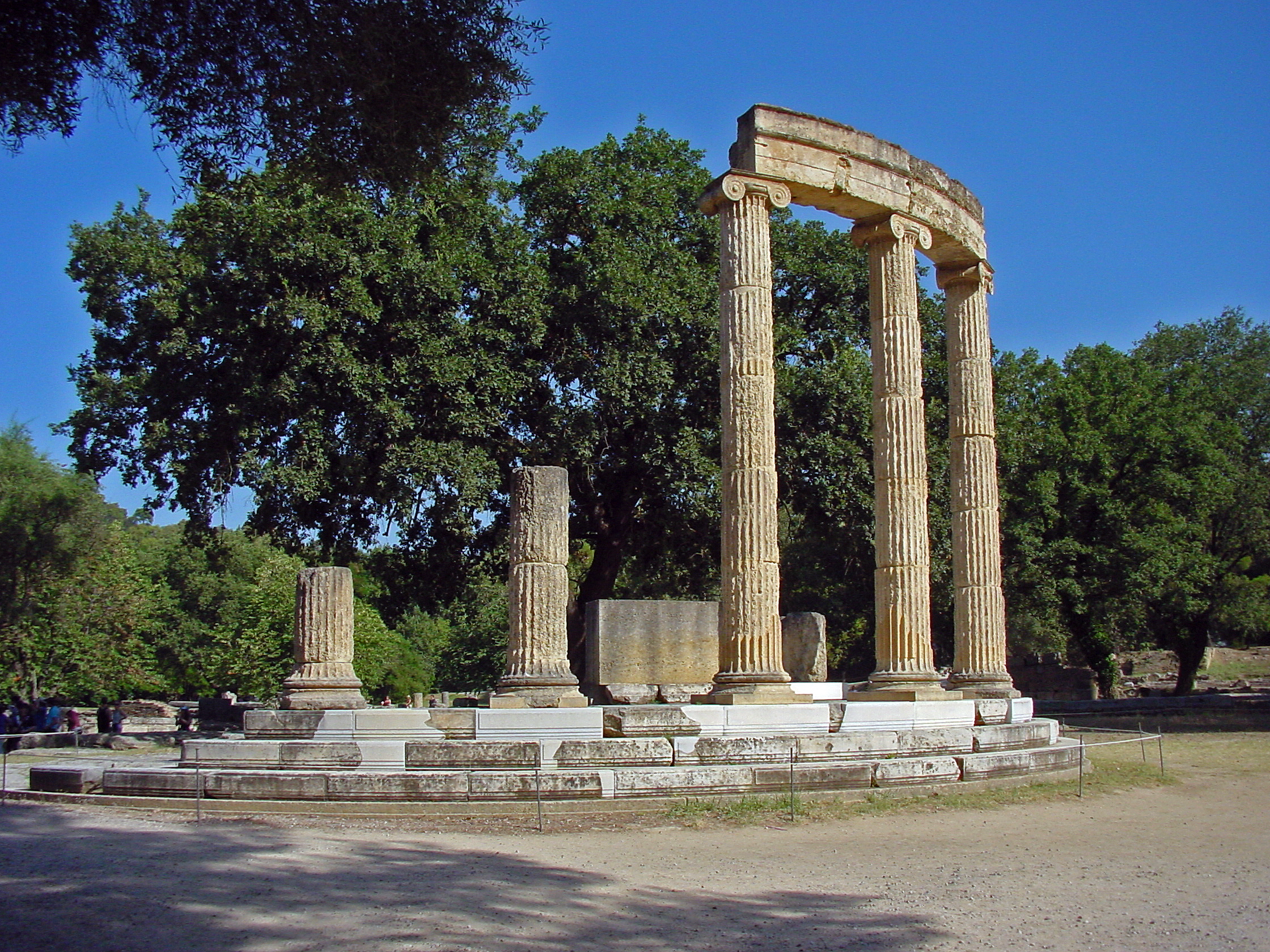
Tàn tích của ngôi đền Philippeion tại Olympia, Hy Lạp, nó được Philippos II của Macedonia xây dựng để kỷ niệm chiến thắng của ông tại trận Chaeronea vào năm 338 TCN

Sau khi được bầu làm tổng tư lệnh (strategos autokrator) của liên minh Corinth cho chiến dịch xâm lược sắp tới của họ nhằm vào đế quốc Achaemenes, Philippos II đã tìm cách củng cố hơn nữa sự ủng hộ của người Macedonia bằng việc cưới Cleopatra Eurydice, cháu gái của vị tướng Attalos. Tuy nhiên, khi vị tướng này nói về việc sinh ra những người kế vị tiềm năng mới tại bữa tiệc cưới, điều này đã khiến cho người con trai của Philippos II là Alexandros, một người từng tham gia trận Chaeronea, và mẹ của ông ta là Olympias nổi giận, họ đã cùng bỏ về Ipiros trước khi Alexandros được triệu về Pella bởi Philippos II. Căng thẳng lại gia tăng khi Philippos II sắp xếp một cuộc hôn nhân giữa người con trai của ông là Arrhidaeos với Ada của Caria, con gái của Pixodaros, vị tổng trấn Ba Tư của Caria. Khi Alexandros can thiệp và thay vào đó ông đề nghị cưới Ada cho mình, Philippos II sau đó đã hủy bỏ hoàn toàn đám cưới và lưu đày các cố vấn của Alexandros là Ptolemaios, Nearchos, và Harpalos. Để hòa giải với Olympias, Philippos II đã gả con gái của họ là Cleopatra cho người em trai của Olympias (và là chú của Cleopatra) là Alexandros I của Ipiros, nhưng Philippos II đã bị người cận vệ của mình là Pausanias của Orestis ám sát ngay trong bữa tiệc đám cưới của họ và Alexandros đã kế vị ông vào năm 336 TCN.

## Đế quốc

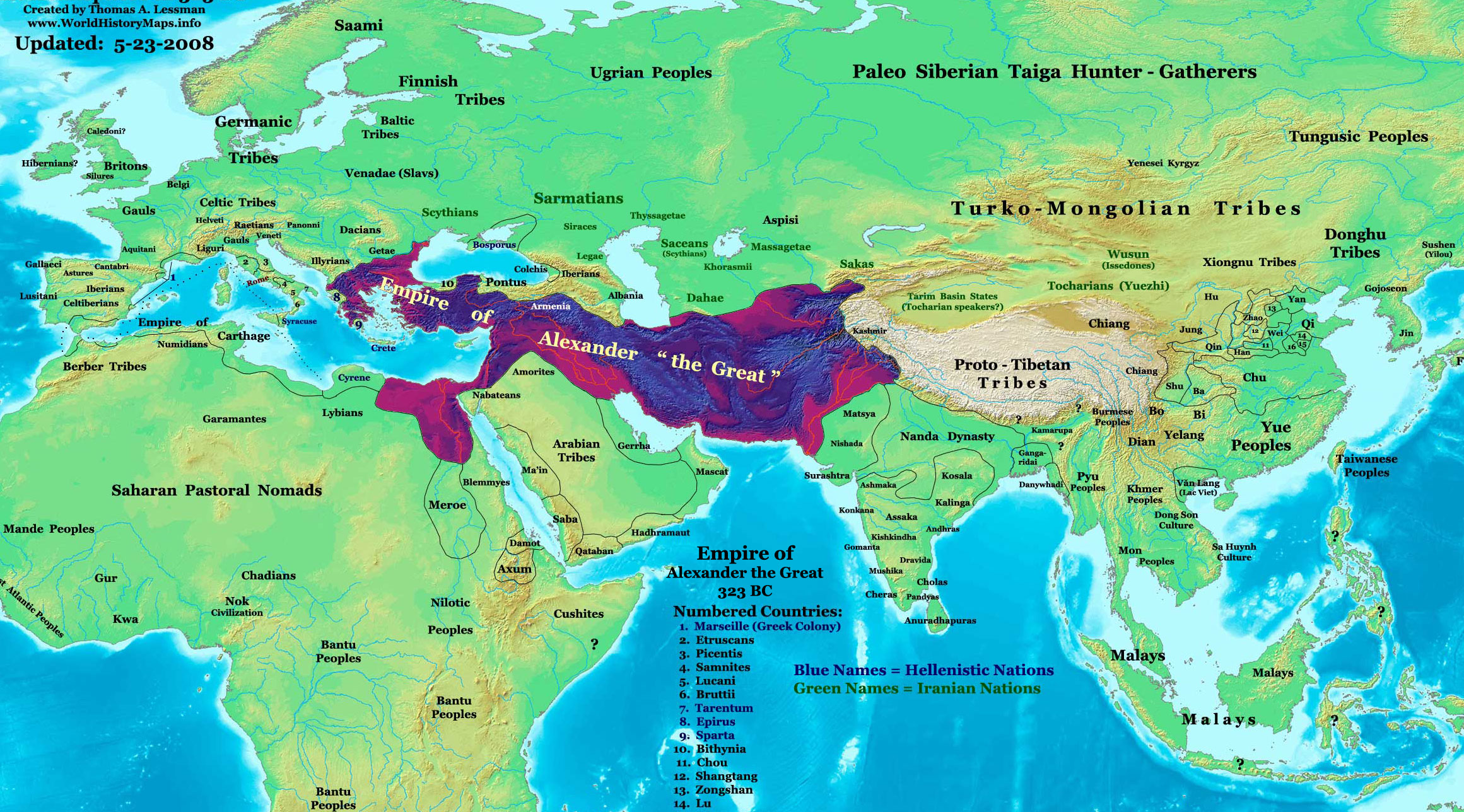
Đế quốc của Alexandros Đại đế vào thời điểm ông qua đời trong năm 323 TCN

Trước khi Philippos II bị ám sát vào mùa hè năm 336 TCN, mối quan hệ giữa ông ta và Alexandros đã trở nên tồi tệ tới mức ông ta đã loại bỏ Alexandros khỏi kế hoạch chinh phục châu Á của mình, và thay vào đó chọn ông giữ vai trò là nhiếp chính của Hy Lạp và phó hegemon của liên minh Corinth. Điều này, cùng với sự lo lắng rõ ràng của Olympias đối với việc Philippos II sinh ra một người thừa kế khác với người vợ mới của ông ta là Cleopatra Eurydice, đã khiến cho các học giả tranh luận gay gắt về ý định của bà và vai trò có thể của Alexandros trong vụ ám sát Philippos. Tuy nhiên, Alexandros III (trị vì từ 336-323 TCN) đã ngay lập tức được tôn lên làm vua bởi một hội đồng của quân đội và các quý tộc chủ chốt, đứng đầu trong số họ là Antipatros và Parmenion. Vào thời điểm kết thúc triều đại và sự nghiệp quân sự của mình vào năm 323 TCN, Alexandros sẽ cai trị một đế quốc bao gồm khu vực lục địa Hy Lạp, Tiểu Á, Cận Đông, Ai Cập cổ đại, Mesopotamia, Persia, và phần lớn khu vực Trung và Nam Á (tức khu vực Pakistan ngày nay). Tuy vậy, mối quan tâm cấp bách đầu tiên của ông sẽ là chôn cất cha mình ở Aigai và theo đuổi một chiến dịch gần với quê nhà hơn ở khu vực Balkans. Sau khi Philippos qua đời, các thành viên của liên minh Corinth đã nổi dậy, tuy nhiên họ đã sớm bị dẹp yên bằng vũ lực và ngoại giao, Alexandros buộc họ phải tái gia nhập liên minh và bầu ông làm hegemon để thực hiện kế hoạch xâm lược đế quốc Achaemenes. Alexandros còn nhân cơ hội này để giải quyết món nợ của ông với Attalos (ông ta đã chế nhạo ông trong bữa tiệc cưới của Cleopatra Eurydice và Philippos II) bằng việc hành quyết ông ta.
Vào năm 335 TCN, Alexandros đã tiến đánh bộ lạc người Thraci là người Triballi ở khu vực dãy núi Haemus và dọc theo sông Danube, ông đã buộc họ phải đầu hàng trên đảo Peuce. Ngay sau đó, vị vua người Illyri là Cleitos của người Dardani đã đe dọa tấn công Macedonia, nhưng Alexandros đã nắm thế chủ động và vây hãm người Dardani tại Pelion (ngày nay thuộc Albania). Khi Alexandros nhận được tin báo rằng Thebes một lần nữa đã nổi dậy tách khỏi liên minh Corinth và đang vây hãm đội quân đồn trú Macedonia ở Cadmea, Alexandros đã rời mặt trận Illyria và hành quân tiến về Thebes, tại đây ông đã vây hãm thành phố này. Sau khi phá vỡ các bức tường thành, quân đội của Alexandros đã tàn sát 6,000 người Thebes, bắt 30,000 cư dân làm tù binh, và thiêu trụi hoàn toàn thành phố như là một lời cảnh cáo mà khiến cho toàn bộ các thành bang Hy Lạp khác ngoại trừ Sparta không dám thách thức Alexandros thêm một lần nào nữa.
Trong suốt sự nghiệp quân sự của mình, Alexandros đã giành chiến thắng tất cả các trận đánh do đích thân ông chỉ huy. Chiến thắng đầu tiên của ông trước người Ba Tư ở Tiểu Á là Trận Granicus vào năm 334 TCN, ông đã sử dụng một đội kỵ binh nhỏ như là một mồi nhử để cho phép lực lượng bộ binh của mình vượt qua sông tiếp nối bằng một cuộc đột kích của kỵ binh từ lực lượng chiến hữu kỵ binh của ông. Tiếp nối truyền thống của các vị vua chiến binh người Macedonia, Alexandros đã đích thân chỉ huy cuộc đột kích bằng kỵ binh tại trận Issus vào năm 333 TCN và buộc vị vua Ba Tư Darius III cùng đạo quân của ông ta phải tháo chạy. Bất chấp việc có quân lực áp đảo, Darius III lại một lần nữa bỏ chạy trong trận Gaugamela vào năm 331 TCN. Vị vua Ba Tư sau đó bị bắt và hành quyết bởi chính vị satrap của Bactria và cũng là người họ hàng của ông ta, Bessus, vào năm 330 TCN. Vị vua của Macedonia sau đó đã săn đuổi và hành quyết Bessus ở nơi mà ngày nay là Afghanistan, chiếm luôn vùng đất Sogdia trong quá trình này. Tại Trận Hydaspes vào năm 326 TCN, (ngày nay ở Punjab), khi những con voi chiến của vua Porus xứ Pauravas đe dọa các binh sĩ của Alexandros, ông đã ra lệnh cho họ tách rời hàng ngũ và vây quanh những con voi rồi tấn công những viên quản tượng của chúng bằng những ngọn giáo sarissa. Khi những binh sĩ người Macedonia đe dọa binh biến vào năm 324 TCN tại Opis, Babylonia (gần Baghdad, Iraq), Alexandros đã phong các tước hiệu quân đội của người Macedonia cùng với những trọng trách quan trọng hơn cho các tướng lĩnh Ba Tư và đơn vị của họ để thay thế, điều này buộc binh sĩ của ông phải thỉnh cầu sự tha thứ tại một buổi tiệc hòa giải được tổ chức giữa người Ba Tư và Macedonia.

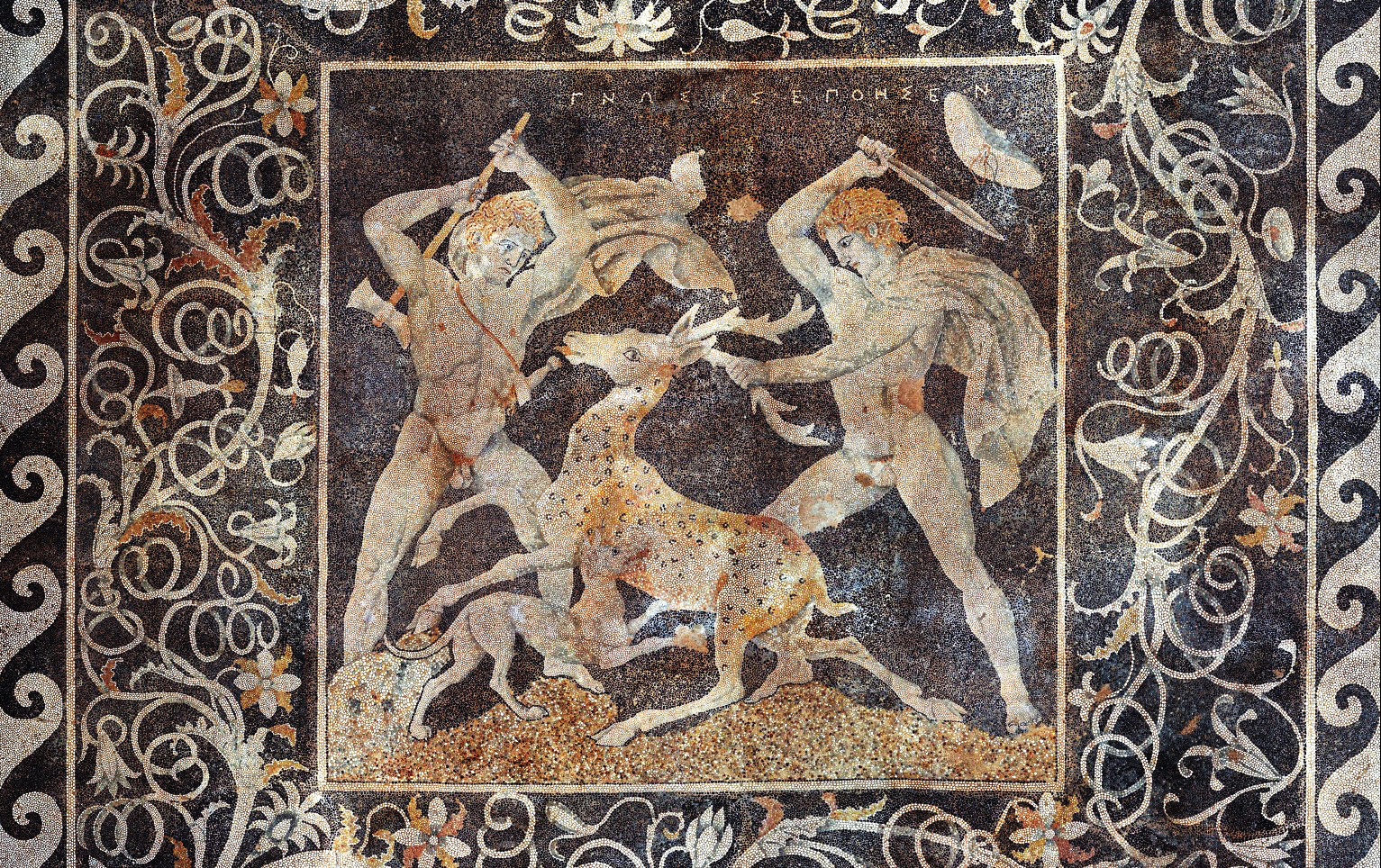
Bức Tranh khảm săn hưu đực, khoảng năm. 300 TCN, đến từ Pella; nhân vật bên phải có thể là Alexandros Đại đế; nhân vật bên trái cầm một chiếc rìu hai lưỡi (được liên tưởng với Hephaistos) có lẽ là Hephaestion, một trong những chiến hữu trung thành của Alexandros.

Bất chấp tài năng cầm quân của mình, Alexandros có lẽ đã hủy hoại sự cai trị của mình bằng việc thể hiện các dấu hiệu của chứng hoang tưởng tự đại. Trong khi đang sử dụng các hành động tuyên truyền hiệu quả chẳng hạn như là việc chặt đứt nút thắt Gordium, ông cũng cố gắng thể hiện bản thân mình như là một vị thần sống và một người con trai của Zeus sau chuyến thăm của ông tới nhà tiên tri tại Siwah trong sa mạc Libya (ở Ai Cập ngày nay) vào năm 331 TCN. Khi ông muốn bắt mọi người phải phủ phục trước mình ở Bactra vào năm 327 TCN nhằm bắt chước theo nghi lễ proskynesis của các vị vua Ba Tư, các thần dân Macedonia và Hy Lạp của ông coi đây là sự báng bổ và tiếm quyền các vị thần. Vị sử quan của Alexandros là Callisthenes đã từ chối thực hiện lễ nghi này và những người khác đã thực hiện theo ông ta, hành động phản đối này đã buộc Alexandros phải từ bỏ phong tục trên. Khi Alexandros ra lệnh sát hại Parmenion tại Ecbatana (gần Hamadan ngày nay, Iran) vào năm 330 TCN, Errington đã cho rằng đây là "dấu hiệu của hố sâu ngăn cách ngày càng lớn giữa các lợi ích của nhà vua với của vương quốc và người dân của ông". Sự kiện ông sát hại Cleitos Đen vào năm 328 TCN được miêu tả là "đầy căm thù và hấp tấp" bởi Dawn L. Gilley và Ian Worthington. Tiếp tục chính sách đa thê của cha mình, Alexandros đã khuyến khích mọi người kết hôn với những người phụ nữ châu Á, ví dụ như ông đã cưới Roxana, một công chúa người Sogdia của Bactria. Tiếp sau đó ông đã cưới Stateira II, người con gái đầu của Darius III, và Parysatis II, người con gái út của Artaxerxes III, tại lễ cưới Susa vào năm 324 TCN.
Trong khi đó, ở Hy Lạp sự chống đối duy nhất đối với sự cai trị của Macedonia đó là nỗ lực của vị vua Sparta Agis III nhằm lãnh đạo một cuộc nổi dậy của người Hy Lạp chống lại người Macedonia. Tuy nhiên, ông ta đã bị đánh bại tại trận Megalopolis vào năm 331 TCN bởi Antipatros, người đang giữ vai trò là nhiếp chính của Macedonia và phó hegemon của liên minh Corinth thay cho Alexandros. Trước khi Antipatros bắt đầu chiến dịch của mình ở Peloponnese, ông ta đã thuyết phục viên tổng đốc của Thrace tên là Memnon không nổi loạn bằng biện pháp ngoại giao. Antipatros đã trì hoãn việc trừng phạt Sparta và thay vào đó là để việc này cho Liên minh Corinth đứng đầu bởi Alexandros, ông cuối cùng đã tha thứ cho người Sparta với điều kiện là họ giao nộp 50 quý tộc làm con tin. Quyền lãnh đạo của Antipatros có phần không được lòng người dân ở Hy Lạp do ông ta ủng hộ những kẻ bất mãn bị lưu đày và đồn trú các thành phố với các đội quân Macedonia, tuy vậy vào năm 330 TCN, Alexandros đã tuyên bố rằng những chính thể chuyên chế được thiết lập ở Hy Lạp sẽ bị bãi bỏ và quyền tự do của người Hy Lạp sẽ được khôi phục.

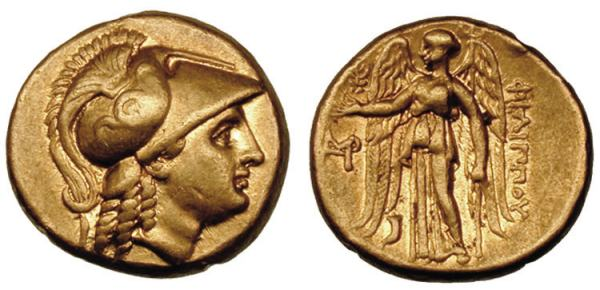
Một đồng stater vàng của Philippos III Arrhidaeos (trị vì từ 323-317 TCN) có mang hình ảnh của thần Athena (trái) và Nike (phải)

Khi Alexandros Đại đế qua đời ở Babylon vào năm 323 TCN, người mẹ của ông Olympias đã ngay lập tức buộc tội Antipatros và phe của ông ta đã đầu độc ông, mặc dù vậy không có bằng chứng để chứng minh điều này. Với việc không có ai được phong làm hoàng thái tử, các chỉ huy quân đội Macedonia đã chia thành hai phe, một bên tuyên bố rằng người anh trai cùng cha khác mẹ với Alexandros là Philippos III Arrhidaeos (323-317 TCN) là vua và một bên là đứng về phía người con trai sơ sinh của Alexandros và Roxana, Alexandros IV (323-309 TCN). Ngoại trừ người Euboea và Boeotia, người Hy Lạp đã ngay lập tức nổi dậy tiến hành một cuộc khởi nghĩa chống lại Antipatros mà được biết đến với tên gọi cuộc chiến tranh Lamia (323–322 TCN). Khi Antipatros bị đánh bại trong Trận Thermopylae vào năm 323 TCN, ông đã bỏ chạy tới Lamia và bị vị tướng người Athen là Leosthenes vây hãm tại nơi này. Một đạo quân Macedonia dưới sự chỉ huy của Leonnatos sau đó đã giải vây cho Antipatros. Mặc dù Antipatros đã dẹp được cuộc nổi loạn nhưng cái chết của ông vào năm 319 TCN đã để lại một khoảng trống quyền lực và do đó hai vị vua Macedonia được dựng lên đã trở thành những con tốt thí trong một cuộc chiến tranh giành quyền lực giữa các diadochi, những vị tướng lĩnh cũ trong quân đội của Alexandros.

Vương quốc của các diadochi vào khoảng năm 301 TCN, sau trận Ipsus
Vương quốc của Ptolemaios I Soter
Vương quốc của Kassandros
Vương quốc của Lysimachos
Vương quốc của Seleukos I Nikator
Ipiros
Khác
Carthage
Cộng hòa La Mã
Các thành bang Hy Lạp

Một hội đồng của quân đội đã được triệu tập ở Babylon ngay sau cái chết của Alexandros, họ tuyên bố Philippos III là vua và viên chiliarch Perdiccas là nhiếp chính của ông. Tuy nhiên Antipatros, Antigonos Monophthalmos, Crateros, và Ptolemaios đã lo ngại về những dấu hiệu của sự lộng quyền ngày càng tăng của Perdiccas, họ đã thiết lập một liên minh để chống lại Perdiccas trong một cuộc nội chiến được khởi đầu bằng việc Ptolemaios chiếm đoạt cỗ xe tang của Alexandros Đại đế. Perdiccas sau đó đã bị chính các sĩ quan của mình ám sát vào năm 321 TCN trong một chiến dịch thất bại ở Ai Cập chống lại Ptolemaios, cuộc hành quân dọc theo sông Nile của ông đã khiến cho 2,000 binh sĩ của ông bị chết đuối. Mặc dù Eumenes của Cardia đã thành công trong việc giết chết Crateros trên chiến trường, điều này ít có ảnh hưởng đến cuộc phân chia Triparadisus ở Syria vào năm 321 TCN, tại đây phe liên minh chiến thắng đã giải quyết vấn đề về một chế độ nhiếp chính mới và những quyền lợi về lãnh thổ. Hội đồng đã bổ nhiệm Antipatros làm nhiếp chính cho cả hai vị vua và sau đó ông ta lại ủy quyền cho các vị tướng chủ chốt. Trước khi Antipatros qua đời vào năm 319 TCN, ông ta đã bổ nhiệm người bề tôi trung thành với nhà Argead là Polyperchon làm người kế tục mình, bỏ qua người con trai của ông ta là Kassandros và bỏ qua quyền được chọn một nhiếp chính mới của nhà vua (bởi vì Philippos III được cho là bất ổn về mặt tâm thần) cũng như là bỏ qua hội đồng quân đội
Thiết lập một liên minh với Ptolemaios, Antigonos, và Lysimachos, Kassandros đã lệnh cho tướng Nicanor chiếm pháo đài Munichia ở thị trấn cảng Piraeus của Athens bất chấp sắc lệnh của Polyperchon rằng các thành bang Hy Lạp sẽ không còn các đơn vị đồn trú Macedonia, điều này đã khơi mào cho cuộc chiến tranh Diadochi lần thứ Hai (319–315 TCN). Sau một chuỗi các thất bại quân sự của Polyperchon, vào năm 317 TCN, Philippos III, thông qua người vợ mưu mô của mình là Eurydice II của Macedonia, đã chính thức phong Kassandros làm nhiếp chính thay cho ông ta. Sau đó, Polyperchon đã tìm kiếm sự giúp đỡ từ Olympias, người mẹ của Alexandros III lúc này đang ở Ipiros. Một liên quân gồm người Ipirot, Aetolia, và quân của Polyperchon đã xâm lược Macedonia và buộc quân đội của Philippos III và Eurydice phải đầu hàng, điều này đã cho phép Olympias xử tử vị vua này và buộc hoàng hậu của ông phải tự tử. Olympias sau đó đã xử tử Nicanor cùng với nhiều quý tộc Macedonia khác, nhưng vào mùa xuân năm 316 TCN, Kassandros đã đánh bại lực lượng của bà, bắt giữ bà, và đưa bà ra xét xử với tội giết người rồi sau đó kết án tử hình bà.
Kassandros đã cưới người con gái của Philippos II là Thessalonike và đã mở rộng sự kiểm soát của Macedonia cho tới tận Epidamnos ở Illyria. Tới năm 313 TCN, vị vua người Illyria là Glaukias của Taulantii đã tái chiếm lại thành phố này. Vào năm 316 TCN, Antigonos đã đoạt được những vùng lãnh thổ của Eumenes và thành công trong việc đánh đuổi Seleukos I Nikator khỏi Babylon, điều này đã khiến cho Kassandros, Ptolemaios, và Lysimachos gửi một tối hậu thư chung cho Antigonos vào năm 315 TCN, yêu cầu ông ta phải giao nộp những vùng lãnh thổ khác ở châu Á. Antigonos đã ngay lập tức liên minh với Polyperchon, lúc này đang đóng quân ở Corinth, và gửi một tối hậu thư của riêng ông cho Kassandros, buộc tội ông ta tội giết người vì đã xử tử Olympias và yêu cầu ông ta giao nộp gia đình hoàng gia, vua Alexandros IV cùng thái hậu Roxana. Cuộc xung đột diễn ra tiếp sau đó đã kéo dài cho tới mùa đông năm 312/311 TCN, khi mà một thỏa thuận hòa bình mới đã công nhận Kassandros là tướng quân của châu Âu, Antigonos là "số một ở Châu Á", Ptolemaios là tướng quân của Ai Cập, và Lysimachos là tướng quân của Thrace. Kassandros đã xử tử Alexandros IV và Roxana vào mùa đông năm 311/310 TCN, ông ta tiếp đó xử tử Heracles của Macedonia vào năm 309 TCN như là một phần trong thỏa thuận hòa bình với Polyperchon và tới năm 306–305 TCN, các diadochi đã tự xưng là vua ở lãnh thổ của mình.

## Kỉ nguyên Hy Lạp hóa
Sự khởi đầu của Hy Lạp thời kỳ Hy Lạp hóa được xác định bởi cuộc xung đột giữa nhà Antipatros, đầu tiên được lãnh đạo bởi Kassandros (trị vì từ 305-297 TCN), con trai của Antipatros, và nhà Antigonos, dưới sự lãnh đạo của vị tướng người Macedonia là Antigonos I Monophthalmos (trị vì từ 306-301 TCN) và người con trai của ông ta, vị vua tương lai Demetrios I (trị vì từ 294-288 TCN). Khi Kassandros vây hãm Athens vào năm 303 TCN, Demetrios đã xâm lược Boeotia để nhằm cắt đứt con đường rút lui của ông, mặc dù vậy Kassandros đã nhanh chóng giải vây và triệt thoái về Macedonia. Khi Antigonos và Demetrios cố gắng tái lập lại Liên minh Hy Lạp của Philippos II với bản thân họ là hai hegemon, một liên minh được tái lập lại của Kassandros, Ptolemaios I Soter (trị vì từ 305-283 TCN) của nhà Ptolemaios ở Ai Cập, Seleukos I Nikator (trị vì từ 305-281 TCN) của đế quốc Seleukos, và Lysimachos (trị vì từ 306-281 TCN), Vua của Thrace, đã đánh bại hoàn toàn nhà Antigonos tại trận Ipsus vào năm 301 TCN, Antigonos đã tử trận còn Demetrios đã buộc phải tháo chạy.
Kassandros qua đời vào năm 297 TCN, và người con ốm yếu của ông là Philippos IV cũng qua đời ngay trong năm đó, những người con trai khác của Kassandros là Alexandros V của Macedonia (trị vì từ 297-294 TCN) và Antipatros II của Macedonia (trị vì từ 297-294 TCN) đã kế vị cùng với người mẹ của họ là Thessalonike của Macedonia giữ vai trò là nhiếp chính. Trong lúc Demetrios giao chiến với lực lượng của nhà Antipatros ở Hy Lạp, Antipatros II đã giết chết người mẹ của mình để giành quyền lực. Người em trai tuyệt vọng của ông, Alexandros V sau đó đã cầu xin sự trợ giúp tới từ Pyrros của Ipiros (trị vì từ 297-272 TCN), ông ta đã từng sát cánh bên cạnh Demetrios tại trận Ipsus nhưng sau đó đã được gửi tới Ai Cập làm con tin như là một phần của thỏa thuận giữa Demetrios và Ptolemaios I. Để đổi lại cho việc đánh bại lực lượng của Antipatros II và buộc ông ta phải chạy trốn tới triều đình của Lysimachos ở Thrace, Pyrros đã nhận được phần thưởng đó là phần cực tây của vương quốc Macedonia. Demetrios đã hành quân về phía bắc và mời người cháu họ Alexandros V tới doanh trại của mình để dự một buổi yến tiệc với vẻ thân thiện, tuy nhiên ông đã sát hại Alexandros V khi ông ta toan bỏ về. Tiếp đó Demetrios được tuyên bố là vua của Macedonia, thế nhưng thần dân lại phản đối sự xa lánh, độc đoán theo kiểu phương đông của ông.
Chiến tranh đã sớm nổ ra giữa Pyrros và Demetrios vào năm 290 TCN khi Lanassa, vợ của Pyrros, con gái của Agathocles của Syracuse, bỏ ông để lấy Demetrios và đem đến cho ông ta hòn đảo Corcyra vốn là của hồi môn của bà. Cuộc chiến kéo dài đến năm 288 TCN, khi Demetrios đánh mất sự ủng hộ từ người Macedonia và bỏ trốn khỏi vương quốc. Macedonia sau đó được phân chia giữa Pyrros và Lysimachos, với việc Pyrros chiếm phần phía Tây Macedonia còn Lysimachos là phần phía đông Macedonia.
Đến năm 286 TCN, Lysimachos đã đánh đuổi Pyrros và quân đội của ông ta ra khỏi Macedonia, tuy nhiên đến năm 282 TCN, một cuộc chiến tranh mới đã bùng nổ giữa Seleukos I và Lysimachos. Lysimachos sau đó đã tử trận trong trận Corupedion và điều này cho phép Seleukos I nắm quyền kiểm soát Thrace và Macedonia. Nhưng Seleukos I lại bị ám sát ngay sau đó vào năm 281 TCN bởi viên sĩ quan của mình là Ptolemaios Keraunos, con trai của Ptolemaios I và cháu nội của Antipatros, ông ta tiếp đó tự xưng là vua của Macedonia. Tuy vậy, sự hỗn loạn về chính trị ở Macedonia vẫn chưa dừng lại bởi vì Ptolemaios Keraunos đã bị người Celt giết chết trên chiến trường trong cuộc xâm lược Hy Lạp của họ vào năm 279 TCN. Quân đội Macedonia đã tôn vị tướng Sosthenes của Macedonia lên làm vua, mặc dù vậy dường như ông đã từ chối tước hiệu này. Sau khi đánh bại vị thủ lĩnh người Gaul là Bolgios và đánh đuổi đội quân cướp bóc của Brennus, Sosthenes đã qua đời và lại khiến cho Macedonia rơi vào tình trạng hỗn loạn. Những người Gaul xâm lược đã tàn phá Macedonia cho tới khi Antigonos II Gonatas, con trai của Demetrios, đánh bại họ ở Thrace tại trận Lysimachia vào năm 277 TCN và sau đó ông đã được tuyên bố là vua của Macedonia.
Bắt đầu vào năm 280 TCN, Pyrros đã phát động một chiến dịch ở Magna Graecia (tức là khu vực Nam Ý) chống lại Cộng hòa La Mã, nó được biết đến với tên gọi cuộc chiến tranh Pyrros, tiếp sau là cuộc xâm lược Sicily của ông. Ptolemaios Keraunos đã bảo đảm ngai vàng Macedonia của mình bằng cách giao cho Pyrros 5000 binh sĩ và 20 con voi chiến cho nỗ lực này của ông ta. Pyrros đã quay trở về Ipiros vào năm 275 TCN sau sự thất bại hoàn toàn trong cả hai chiến dịch, điều này đã góp phần cho sự trỗi dậy của Rome bởi vì các thành bang Hy Lạp ở miền Nam Ý chẳng hạn như Tarentum lúc này đã trở thành đồng minh La Mã. Bất chấp việc ngân khố đã cạn kiệt, Pyrros quyết định xâm lược Macedonia vào năm 274 TCN, điều này có thể là do ông nhận thấy rằng chế độ cai trị của Antigonos II không có được sự ổn định về mặt chính trị. Ông đã đánh bại đạo quân chủ yếu là lính đánh thuê của Antigonos II tại Trận Aous và đánh đuổi ông ta khỏi Macedonia, buộc ông ta phải tìm kiếm nơi ẩn náu cùng hạm đội hải quân của mình ở khu vực biển Aegea.

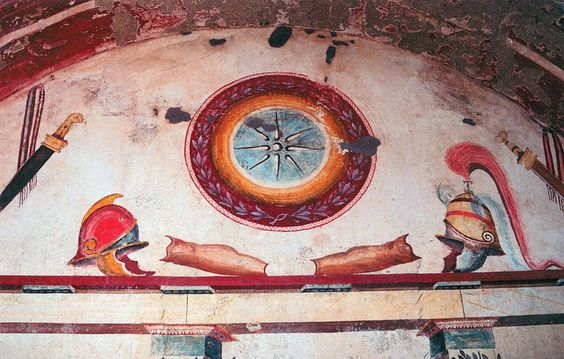
Tranh vẽ về các loại vũ khí và áo giáp thuộc thời kỳ Hy Lạp hóa đến từ một ngôi mộ ở Mieza cổ đại (ngày nay là Lefkadia), Imathia, miền Trung Macedonia, Hy Lạp, Thế kỷ 2 TCN

Pyrros đã đánh mất phần lớn sự ủng hộ của mình từ người Macedonia vào năm 273 TCN khi những lính đánh thuê ngỗ ngược người Gaul của ông cướp phá khu nghĩa trang hoàng gia ở Aigai. Pyrros đã truy kích Antigonos II ở Peloponnese, tuy nhiên cuối cùng Antigonos II đã có thể giành lại được Macedonia. Pyrros sau đó tử trận khi đang vây hãm Argos vào năm 272 TCN, điều này cho phép Antigonos II giành lại phần còn lại của Hy Lạp. Ông ta sau đó đã khôi phục lại các ngôi mộ của triều đại Argead ở Aigai bằng việc xây dựng một  tumulus khổng lồ. Antigonos cũng đã củng cố khu vực biên giới với Illyria và sáp nhập Paeonia.
Các hạm đội hải quân của nhà Antigonos đóng quân tại Corinth và Chalkis dưới triều đại của Antigonos II cũng đã đóng vai trò quan trọng trong việc duy trì các chế độ địa phương được nhà Antigonos áp đặt tại các thành phố Hy Lạp khác nhau. Tuy nhiên, Liên minh Aetolia đã trở thành một vấn đề lâu dài đối với tham vọng của Antigonos II nhằm kiểm soát khu vực miền Trung Hy Lạp, trong khi đó sự thành lập của liên minh Achaea vào năm 251 TCN đã đẩy lùi các lực lượng của người Macedonia ra khỏi phần lớn bán đảo Peloponnese và đôi lúc đã sáp nhập cả Athens và Sparta. Khi đế quốc Seleukos đứng về phía nhà Antigonos của Macedonia chống lại nhà Ptolemaios của Ai Cập trong các cuộc chiến tranh Syria, hải quân của nhà Ptolemaios đã gây gián đoạn nghiêm trọng những nỗ lực của Antigonos II nhằm kiểm soát khu vực lục địa Hy Lạp. Với sự trợ giúp từ hải quân của nhà Ptolemaios, vị chính trị gia người Athen là Chremonides đã lãnh đạo một cuộc nổi dậy chống lại uy quyền của người Macedonia mà được biết đến với tên gọi là cuộc chiến tranh Chremonides (267–261 TCN). Vào năm 265 TCN, Athens đã bị bao vây và vây hãm bởi lực lượng của Antigonos II, và một hạm đội của nhà Ptolemaios đã bị đánh bại trong Trận Cos. Athens cuối cùng đã đầu hàng vào năm 261 TCN. Sau khi Macedonia thiết lập một liên minh với vị vua nhà Seleukos là Antiochos II, một thỏa thuận hòa bình giữa Antigonos II và Ptolemaios II Philadelphos của Ai Cập cuối cùng đã được ký kết vào năm 255 TCN.

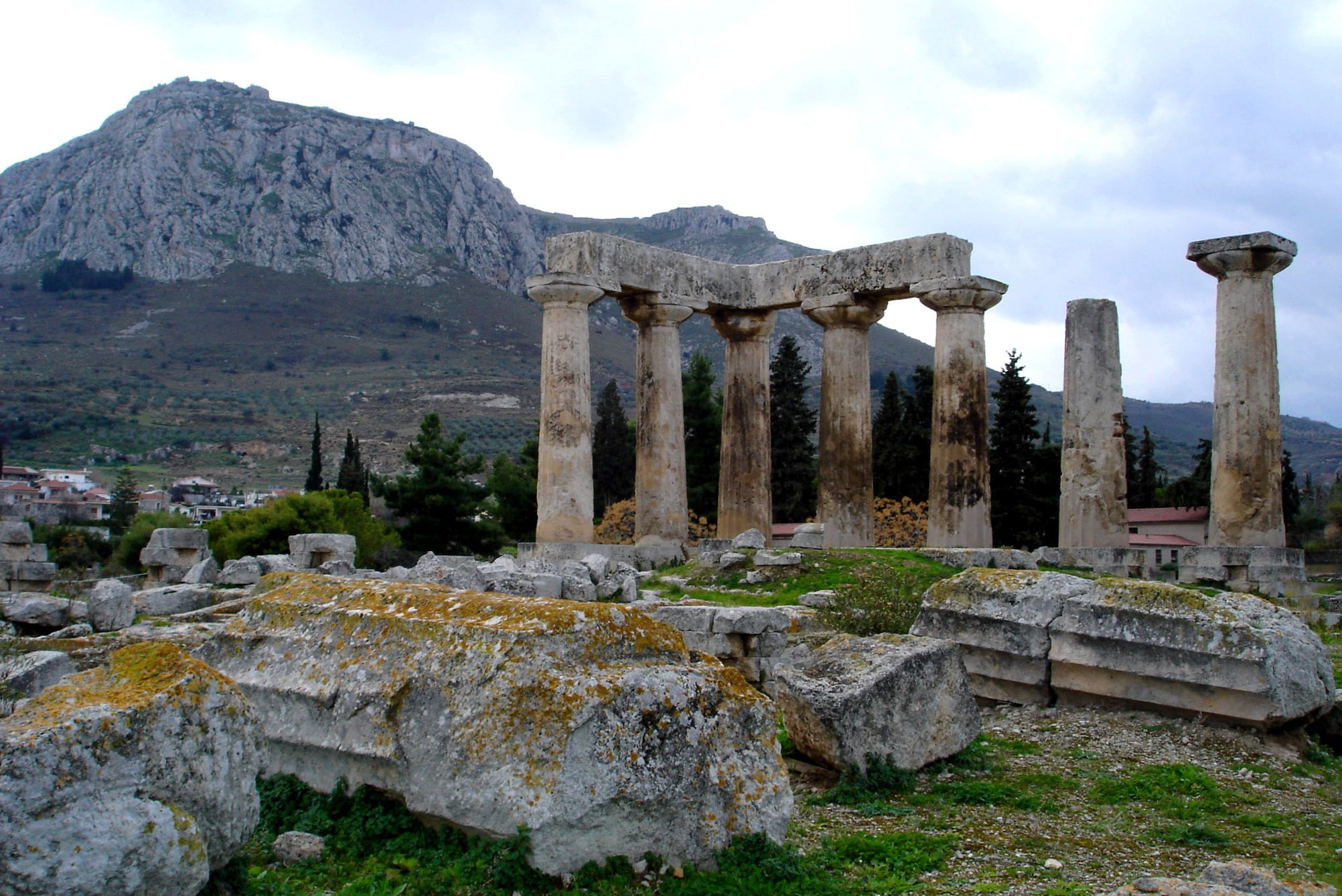
Ngôi đền Apollo tại Corinth, nó được xây dựng vào khoảng năm 540 TCN, cùng với Acrocorinth (tức là khu vực acropolis của Corinth mà đã từng chứa một một đội quân đồn trú người Macedonia)

Năm 251 TCN, Aratos của Sicyon đã lãnh đạo một cuộc nổi dậy chống lại Antigonos II, vào năm 250 TCN, Ptolemaios II đã tuyên bố ủng hộ vị vua tự xưng Alexandros của Corinth. Mặc dù Alexandros đã qua đời vào năm 246 TCN và Antigonos đã có thể giành được một chiến thắng hải quân trước nhà Ptolemaios tại Andros, người Macedonia đã để mất Acrocorinth vào tay lực lượng của Aratos vào năm 243 TCN, tiếp theo sau đó Corinth đã được kết nạp vào liên minh Achaea. Antigonos II đã giảng hòa với liên minh Achaea vào năm 240 TCN và nhượng lại những vùng lãnh thổ mà ông đã mất ở Hy Lạp. Antigonos II qua đời vào năm 239 TCN và đã được kế vị bởi người con trai của ông là Demetrios II của Macedonia (trị vì từ 239-229 TCN). Nhằm tìm kiếm một liên minh với Macedonia để chống lại người Aetolia, thái hậu và nhiếp chính của Ipiros, Olympias II, đã đề nghị gả người con gái của bà là Phthia của Macedonia cho Demetrios II. Demetrios II đã chấp nhận lời đề nghị của bà, nhưng ông lại gây tổn hại đến mối quan hệ với nhà Seleukos bằng cách ly dị Stratonike của Macedonia. Mặc dù người Aetolia đã thiết lập một liên minh với liên minh Achaea như là một hệ quả của điều này, Demetrios II đã có thể xâm lược Boeotia và chiếm nó từ tay của người Aetolia vào năm 236 TCN.
Liên minh Achaea đã thành công trong việc chiếm Megalopolis vào năm 235 TCN, vào giai đoạn cuối triều đại của Demetrios II thì người Macedonia đã để mất gần như toàn bộ bán đảo Peloponnese ngoại trừ Argos. Demetrios II còn mất đi một đồng minh ở Ipiros khi mà chế độ quân chủ bị lật đổ trong một cuộc cách mạng cộng hòa. Để có thể bảo vệ Acarnania chống lại người Aetolia, Demetrios II đã tranh thủ sự trợ giúp của vị vua Illyria là Agron, những cướp biển người Illyri dưới quyền ông ta đã tiến hành cướp bóc khu vực miền tây Hy Lạp và thậm chí đã đánh bại hạm đội liên hợp của người Aetolia và liên minh Achaea tại trận Paxos vào năm 229 TCN. Thế nhưng, một vị vua người Illyria khác, Longarus của vương quốc Dardania, đã xâm lược Macedonia và đánh bại một đạo quân của Demetrios II ngay trước khi ông qua đời vào năm 229 TCN. Mặc dù người con trai còn nhỏ tuổi của ông là Philippos đã ngay lập tức kế vị ngai vàng, nhiếp chính của ông ta Antigonos III Doson (trị vì từ 229-221 TCN) vốn là người cháu họ của Antigonos II, đã được quân đội tôn lên làm vua và Philippos là người thừa kế của ông sau khi Antigonos giành được một loạt các chiến thắng quân sự trước người Illyria ở phía Bắc và người Aetolia ở Thessaly.

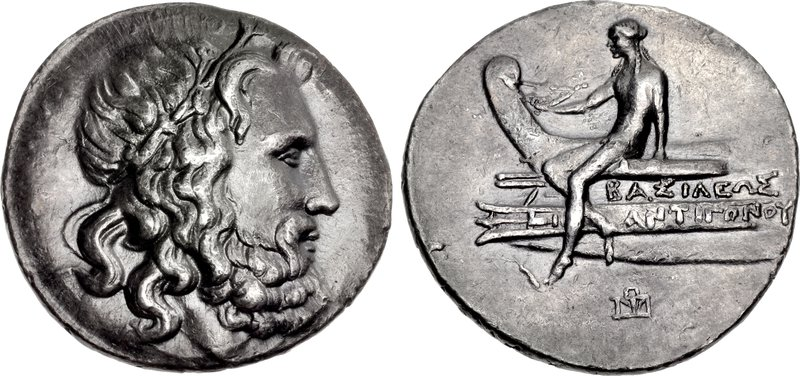
Một đồng tetradrachm được đúc dưới triều đại của Antigonos III Doson (trị vì 229-221 TCN), có thể tại Amphipolis, ở trên mặt trước là chân dung của thần Poseidon và ở mặt sau là một cảnh miêu tả thần Apollo ngồi trên mũi của một con thuyền

Mặc dù liên minh Achaea đã chiến đấu chống lại Macedonia trong nhiều thập kỷ, Aratos đã phái một sứ thần tới chỗ Antigonos III vào năm 226 TCN để thiết lập một liên minh vốn không ai ngờ tới vào thời điểm đó khi mà vị vua cải cách Cleomenes III của Sparta đang đe dọa phần còn lại của Hy Lạp trong cuộc chiến tranh Cleomenes (229–222 TCN). Để đổi lại cho sự trợ giúp về mặt quân sự, Antigonos III yêu cầu Corinth phải được trao trả lại cho người Macedonia, Aratos cuối cùng đã đồng ý vào năm 225 TCN. Năm 224 TCN, quân đội của Antigonos III đã chiếm Arcadia từ tay người Sparta. Sau khi thiết lập một liên minh Hy Lạp theo cùng cách thức giống như liên minh Corinth của Philippos II, ông đã thành công trong việc đánh bại người Sparta tại trận Sellasia vào năm 222 TCN. Đây là lần đầu tiên trong suốt chiều dài lịch sử của mình, Sparta đã bị chiếm đóng bởi một thế lực ngoại bang, điều này đã khôi phục lại vị thế của Macedonia như là cường quốc số một ở Hy Lạp. Antigonos đã qua đời một năm sau đó có lẽ là do bệnh lao, ông đã để lại một vương quốc Hy Lạp hóa hùng mạnh cho người kế vị Philippos V.
Philippos V của Macedonia (trị vì từ 221-179 TCN) đã lên làm vua khi mới chỉ 17 tuổi và ngay lập tức ông đã đối mặt với những thách thức đối với quyền lực của mình đến từ bộ lạc người Illyria là người Dardani và liên minh Aetolia. Philippos V và đồng minh của ông đã thành công trong việc chống lại người Aetolia và đồng minh của họ trong cuộc Chiến tranh Đồng Minh (220–217 TCN), tuy nhiên ông đã giảng hòa với người Aetolia ngay khi nghe tin về những cuộc tấn công của người Dardani ở phía Bắc và chiến thắng của người Carthage trước người La Mã tại Trận hồ Trasimene vào năm 217 TCN. Demetrios của Pharos được cho là đã thuyết phục Philippos V chiếm lấy Illyria trước tiên nếu muốn thực hiện một cuộc xâm lược nhằm vào bán đảo Ý. Năm 216 TCN, Philippos V đã phái 100 chiếc thuyền chiến hạng nhẹ tới khu vực biển Adriatic để tấn công Illyria, một động thái mà đã khiến cho Scerdilaidas của vương quốc Ardiaei kêu gọi sự trợ giúp từ người La Mã. Rome đã phản ứng lại bằng cách phái 10 chiếc quinquereme hạng nặng từ Sicily tới tuần tra khu vực bờ biển Illyria, điều này khiến cho Philippos V phải hủy bỏ kế hoạch và ra lệnh cho hạm đội của mình rút lui, ngăn chặn một cuộc chiến có thể xảy ra vào lúc đó.

## Chiến tranh với Rome

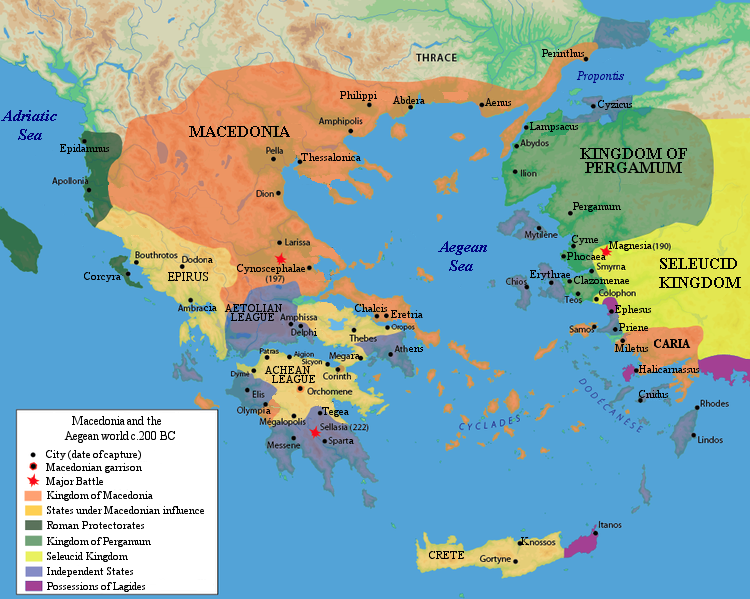
Vương quốc Macedonia (cam) dưới thời Philippos V (trị vì từ 221-179 TCN), với các quốc gia vệ tinh của Macedonia (vàng đậm), đế quốc Seleukos (vàng tươi), các vùng đất nằm dưới sự bảo hộ của người La Mã (xanh đậm), vương quốc Pergamon (xanh nhạt), các thành bang độc lập (tía nhạt), và những vùng lãnh thổ thuộc sở hữu của nhà Ptolemaios (tím tía)

Vào năm 215 TCN, vào giai đoạn đỉnh điểm của cuộc chiến tranh Punic lần thứ hai với đế quốc Carthage, chính quyền La Mã đã chặn đứng một chiếc thuyền ở ngoài khơi bờ biển Calabria, trên chiếc thuyền này có một phái viên người Macedonia và một sứ thần người Carthage đang giữ một hiệp ước được Hannibal Barca soạn thảo, nó là một tuyên bố về một liên minh với Philippos V. Hiệp ước này quy định rằng chỉ có Carthage mới có quyền đàm phán các điều khoản về sự đầu hàng giả định của Rome và hứa trợ giúp lẫn nhau trong trường hợp sau khi được hồi sinh Rome sẽ tìm kiếm sự trả thù đối với Macedonia hoặc Carthage. Mặc dù vậy người Macedonia có lẽ chỉ quan tâm đến việc bảo vệ những vùng đất mới được chinh phục của họ ở Illyria, tuy thế người La Mã vẫn có thể ngăn trở bất cứ tham vọng lớn lao nào của Philippos V đối với khu vực Adriatic trong cuộc chiến tranh Macedonia lần thứ nhất (214–205 TCN). Vào năm 214 TCN, Rome đã bố trí một hạm đội tại Oricus, khi nơi này cùng với Apollonia bị người Macedonia tấn công. Khi người Macedonia chiếm Lissus vào năm 212 TCN và có khả năng đe dọa miền Nam Ý để hỗ trợ cho Hannibal, Viện nguyên lão La Mã đã phản ứng lại bằng cách xúi giục liên minh Aetolia, Sparta, Elis, Messenia, và Attalos I (trị vì từ 241-197 TCN) của Pergamon gây chiến chống lại Philippos V, giữ cho ông bận rộn và tránh xa khỏi Ý.
Liên minh Aetolia đã ký kết một hiệp ước hòa bình với Philippos V vào năm 206 TCN còn Cộng hòa La Mã đã đàm phán hiệp ước Phoenice vào 205 TCN để chấm dứt chiến tranh và cho phép người Macedonia giữ lại một số thành trì mà họ đã chiếm được ở Illyria. Mặc dù người La Mã đã từ chối lời đề nghị của người Aetolia vào năm 202 TCN về việc Rome một lần nữa tuyên bố chiến tranh với Macedonia, Viện nguyên lão La Mã đã cân nhắc nghiêm túc đối với lời đề nghị tương tự tới từ Pergamon và đồng minh Rhodes của nó vào năm 201 TCN. Những quốc gia này đã tỏ ra lo lắng về liên minh của Philippos V với Antiochos III Đại đế của đế quốc Seleukos, mà đã xâm lược đế quốc Ptolemaios vốn đã mệt mỏi vì chiến tranh và kiệt quệ về tài chính trong cuộc Chiến tranh Syria lần thứ Năm (202–195 TCN), trong khi Philippos V chiếm giữ những thành trì của nhà Ptolemaios ở khu vực biển Aegea. Mặc dù các phái viên của Rome đã đóng một vai trò chủ chốt trong việc thuyết phục Athens gia nhập vào liên minh chống Macedonia cùng với Pergamon và Rhodes vào năm 200 TCN, thế nhưng comitia centuriata (hội đồng nhân dân) đã bác bỏ đề nghị về việc tuyên chiến với Macedonia của Viện nguyên lão La Mã. Trong khi đó, Philippos V đã chinh phục các vùng đất ở khu vực Hellespont và Bosporus cũng như là đảo Samos của nhà Ptolemaios, điều này đã dẫn đến việc Rhodes thành lập một liên minh với Pergamon, Byzantium, Cyzicus, và Chios chống lại Macedonia. Bất chấp trên danh nghĩa là đã liên minh với vị vua nhà Seleukos, Philippos V đã thua trận thủy chiến Chios vào năm 201 TCN và đã bị hạm đội của người Rhodes và Pergamon phong tỏa ở Bargylia.

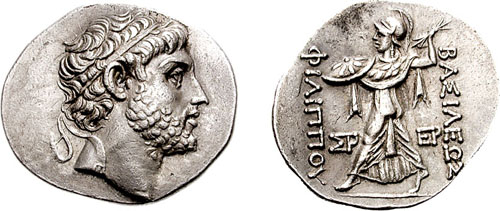
Một đồng tetradrachm thuộc về Philippos V của Macedonia (trị vì từ 221-179 TCN), với chân dung của nhà vua ở bên mặt phải và nữ thần Athena Alkidemos đang vung một tia sét bên mặt trái

Trong lúc Philippos V đang bận giao chiến với các đồng minh Hy Lạp của Rome, thì Rome lại coi điều này như là một cơ hội để trừng phạt người đồng minh cũ của Hannibal bằng một cuộc chiến tranh mà họ hy vọng là sẽ mang đến một chiến thắng và không cần quá nhiều nguồn lực. Với việc Carthage đã bị đánh bại hoàn toàn sau cuộc Chiến tranh Punic lần thứ Hai, Bringmann cho rằng chiến lược của người La Mã đã thay đổi từ việc bảo vệ miền Nam Ý khỏi Macedonia sang thành việc trả thù Philippos V vì đã liên minh với Hannibal. Tuy nhiên, Arthur M. Eckstein nhấn mạnh rằng Viện nguyên lão La Mã "đã không vạch ra các chiến lược lâu dài" và thay vào đó "tròng trành từ khủng hoảng này tới khủng hoảng khác" trong khi chỉ cho phép bản thân nó dính líu đến khu vực miền Đông của thế giới Hy Lạp hóa chỉ khi các đồng minh của nó thúc giục mạnh mẽ và bất chấp việc dân chúng đã kiệt sức và mệt mỏi vì chiến tranh. Viện nguyên lão La Mã đã yêu cầu Philippos V chấm dứt chiến tranh chống lại các quốc gia Hy Lạp lân cận và tuân theo một ủy ban phân xử quốc tế để giải quyết các bất bình. Với ý định là để gây chiến hoặc để làm bẽ mặt vị vua của Macedonia, việc ông từ chối các đề nghị của họ vốn là điều đã được dự đoán từ trước và nó được sử dụng như là một công cụ tuyên truyền hữu ích để minh chứng cho những mục đích ngay thẳng và yêu quý Hy Lạp của người La Mã trái ngược với phản ứng hiếu chiến và đối lập của người Macedonia. Khi comitia centuriata cuối cùng đã bỏ phiếu tán thành việc tuyên chiến của Viện nguyên lão La Mã vào năm 200 TCN và trao tối hậu thư của họ cho Philippos V, trong đó yêu cầu rằng một tòa án đánh giá thiệt hại gây ra cho Rhodes và Pergamon, vị vua của Macedonia đã bác bỏ điều này. Điều này đã đánh dấu sự khởi đầu của Chiến tranh Macedonia lần thứ hai (200–197 TCN), với việc Publius Sulpicius Galba Maximus chỉ huy các hoạt động quân sự và đã đổ bộ ở Apollonia nằm dọc theo bờ biển Illyria cùng với hai quân đoàn La Mã.

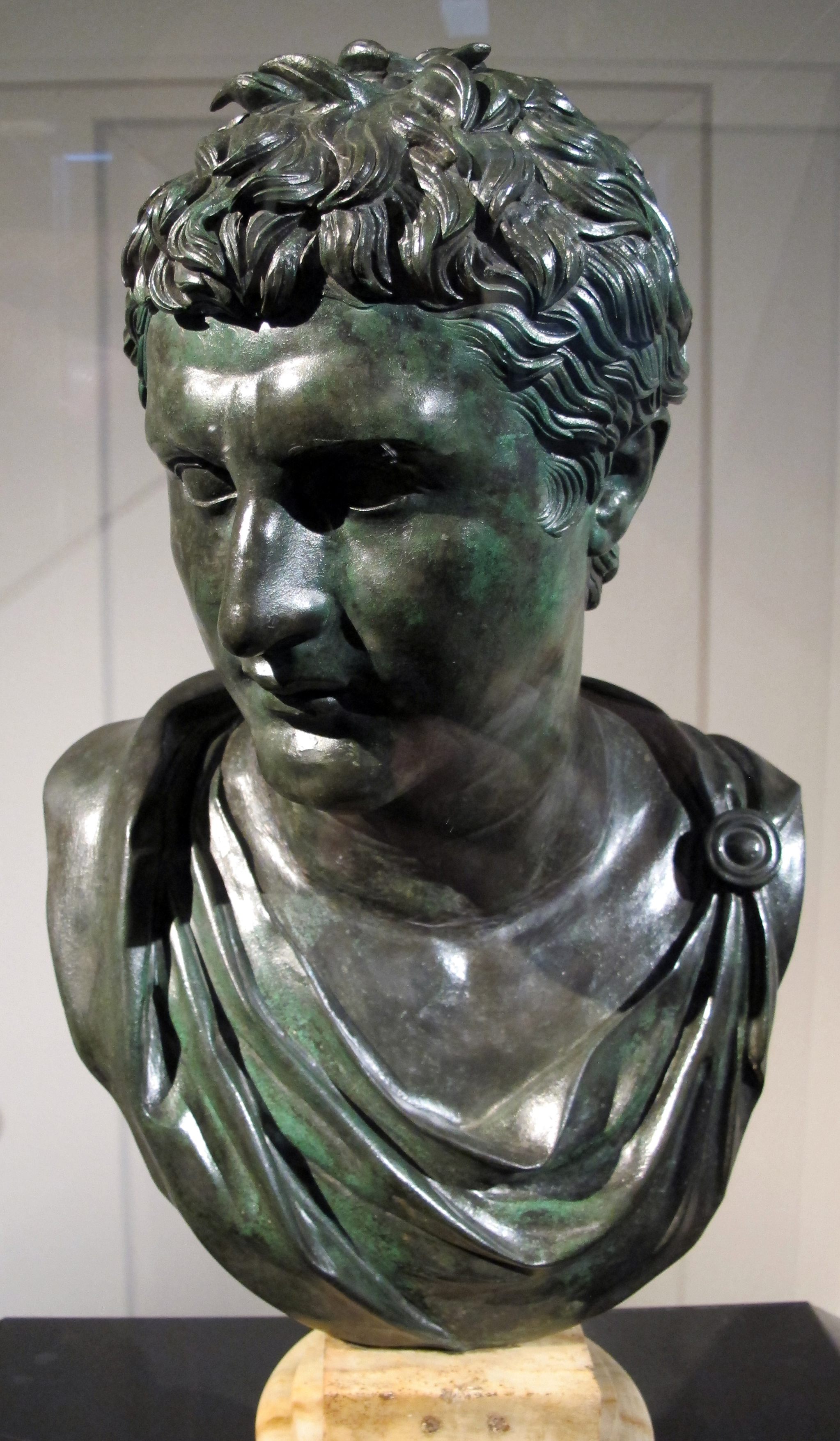
Bức tượng bán thân bằng đồng của Eumenes II của Pergamon, đây là bản sao La Mã của tác phẩm gốc được tạo ra vào thời kỳ Hy Lạp hóa, đến từ Điền trang giấy cói ở Herculaneum

Mặc dù người Macedonia đã thành công trong việc bảo vệ lãnh thổ của họ trong khoảng gần hai năm, thế nhưng chấp chính quan La Mã Titus Quinctius Flamininus đã thành công trong việc đánh bật Philippos V khỏi Macedonia vào năm 198 TCN, buộc ông và binh lính phải thoái lui tới Thessaly. Khi liên minh Achaea phản bội lại người Macedonia và đứng về phía Rome, vị vua của Macedonia đã cầu hòa, nhưng bởi vì các điều khoản đưa ra được cho là quá khắc nghiệt, và vì thế cuộc chiến tranh vẫn tiếp tục diễn ra. Vào tháng 6 năm 197 TCN, người Macedonia đã bị đánh bại tại Trận Cynoscephalae. Rome sau đó đã thông qua một hiệp ước mà buộc Macedonia phải từ bỏ phần lớn những vùng lãnh thổ Hy Lạp của nó ngoại trừ chính Macedonia, trừ khi nó đóng vai trò là một vùng đệm để đề phòng các cuộc tấn công của người Illyri và Thraci vào Hy Lạp. Mặc dù một số người Hy Lạp nghi ngờ người La Mã có ý định thay thế Macedonia như là một thế lực bá chủ mới ở Hy Lạp, Flaminius đã tuyên bố tại thế vận hội Isthmia vào năm 196 TCN rằng Rome có ý định bảo toàn quyền tự do của người Hy Lạp bằng việc không để lại bất cứ đơn vị đồn trú nào và cũng không đòi hỏi cống nạp bằng bất cứ hình thức nào. Lời hứa hẹn của ông đã bị trì hoãn bởi những cuộc đàm phán với vị vua Sparta là Nabis, vào lúc đó ông ta đã chiếm Argos, tuy vậy người La Mã đã rút quân khỏi Hy Lạp vào năm 194 TCN.
Nhận được sự khuyến khích từ liên minh Aetolia và lời kêu gọi giải phóng Hy Lạp khỏi bàn tay của người La Mã từ họ, vị vua Seleukos Antiochos III đã đổ bộ cùng với quân đội của mình ở Demetrias, Thessaly, vào năm 192 TCN, và được người Aetolia bầu làm strategos. Tuy nhiên, Philippos V của Macedonia vẫn duy trì liên minh với người La Mã, cùng với liên minh Achaea, Rhodes, Pergamon, và Athens. Người La Mã sau đó đã đánh bại đế quốc Seleukos trong Trận Thermopylae vào năm 191 TCN và tiếp đó là trong trận Magnesia vào năm 190 TCN, điều này đã buộc nhà Seleukos phải trả một khoản bồi thường chiến tranh, phá hủy phần lớn hạm đội của họ, và từ bỏ yêu sách của họ đối với bất cứ vùng lãnh thổ nào nằm ở phía Bắc hoặc phía Tây của dãy núi Taurus theo hiệp ước Apamea vào năm 188 TCN. Được sự chấp nhận của Rome, Philippos V đã có thể chiếm được một vài thành phố ở miền trung Hy Lạp mà vốn đã liên minh với Antiochos III vào năm 191–189 TCN, trong khi đó Rhodes và Eumenes II (trị vì từ 197-159 TCN) của Pergamon đã giành được những vùng lãnh thổ lớn hơn ở Tiểu Á.

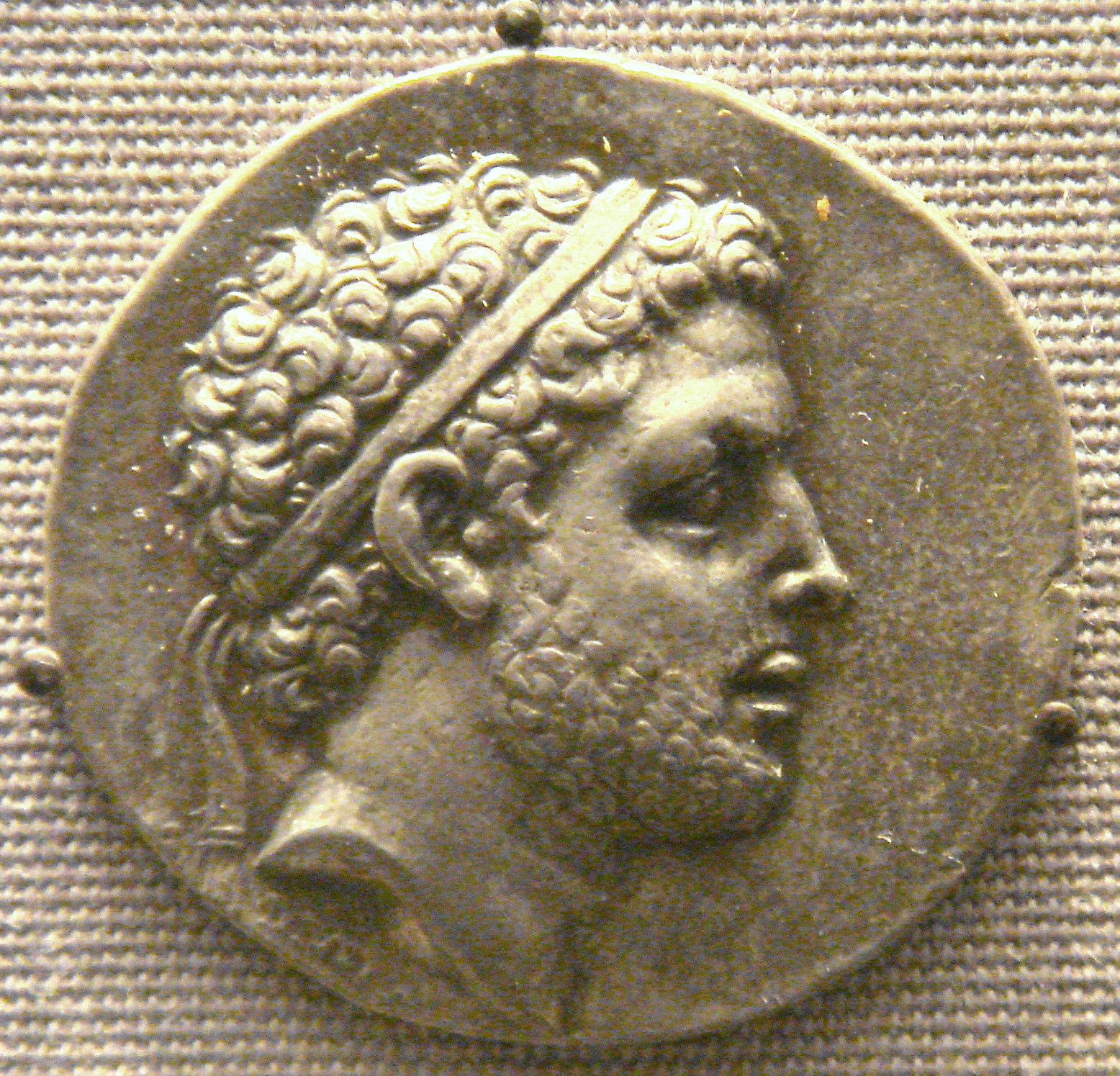
Một đồng tetradrachm thuộc về Perseus của Macedonia (trị vì từ 179-168 TCN); Bảo tàng Anh

Thất bại trong việc làm vừa lòng tất cả các phe trong những cuộc tranh chấp lãnh thổ khác nhau, vào năm 184/183 TCN Viện nguyên lão La Mã đã quyết định buộc Philippos V phải từ bỏ Aenus và Maronea, bởi vì chúng đã được tuyên bố là các thành phố tự do theo hiệp ước Apamea. Điều này đã làm giảm bớt nỗi sợ hãi của Eumenes II rằng Macedonia có thể gây ra một mối đe dọa đối với những vùng đất của ông ta ở Hellespont. Perseus của Macedonia (trị vì từ 179-168 TCN) đã kế vị Philippos V và xử tử người em trai Demetrios của mình, ông ta vốn được lòng người La Mã nhưng lại bị Perseus buộc tội phản quốc. Perseus sau đó đã cố gắng thiết lập các liên minh hôn nhân với Prusias II của Bithynia và Seleukos IV Philopator của đế quốc Seleukos, cùng với đó là đã nối lại các mối quan hệ với Rhodes mà đã khiến cho Eumenes II cảm thấy vô cùng lo lắng. Mặc dù Eumenes II đã cố gắng làm suy yếu ngấm ngầm các mối quan hệ ngoại giao này, Perseus đã gây dựng một liên minh với liên minh Boeotia, mở rộng quyền lực của mình tới Illyria và Thrace, vào năm 174 TCN, ông đã giành được vai trò quản lý ngôi đền Apollo tại Delphi với tư cách là một thành viên của hội đồng đại nghị liên minh.
Eumenes II đã đến Rome vào năm 172 TCN và đọc một bài diễn văn trước Viện nguyên lão để tố cáo sự vi phạm và các tội ác được quy cho là của Perseus. Điều này đã thuyết phục được Viện nguyên lão tuyên bố cuộc chiến tranh Macedonia lần thứ Ba (171–168 TCN), dẫu vậy Klaus Bringmann khẳng định rằng các cuộc đàm phán với Macedonia đã hoàn toàn bị bác bỏ do "sự toan tính về chính trị" của Rome đó là vương quốc Macedonia phải bị tiêu diệt để đảm bảo việc loại trừ "căn nguyên của tất cả những khó khăn mà Rome đang gặp phải trong thế giới Hy Lạp".  Mặc dù Perseus đã giành chiến thắng trước người La Mã tại trận Callinicus vào năm 171 TCN, quân đội Macedonia đã bị đánh bại tại trận Pydna vào tháng 6 năm 168 TCN. Perseus chạy trốn tới Samothrace nhưng ông đã đầu hàng ngay sau đó và bị đưa tới Rome cho lễ diễu binh chiến thắng của Lucius Aemilius Paullus Macedonicus, ông sau đó bị quản thúc tại Alba Fucens và qua đời tại đây vào năm 166 TCN.
Người La Mã đã bãi bỏ chế độ quân chủ của Macedonia bằng cách thiết lập bốn nước cộng hòa đồng minh riêng biệt thay cho nó, thủ phủ của chúng đặt tại Amphipolis, Thessalonica, Pella, và Pelagonia. Người La Mã đã áp đặt các điều luật khắt khe ngăn cản những sự tiếp xúc về kinh tế và xã hội giữa các cư dân của những nước cộng hòa này, bao gồm cả việc cấm các cuộc hôn nhân giữa họ và (tạm thời) ngăn cấm việc khai thác vàng và bạc. Một người tên là Andriskos đã tự xưng là hậu duệ của nhà Antigonos, ông ta sau đó nổi dậy chống lại người La Mã và được tuyên bố là vua của Macedonia. Ông đã đánh bại một đạo quân La Mã dưới quyền của vị praetor Publius Juventius Thalna trong cuộc chiến tranh Macedonia lần thứ Tư (150–148 TCN). Bất chấp điều này, Andriskos đã bị đánh bại trong Trận Pydna lần thứ hai bởi Quintus Caecilius Metellus Macedonicus vào năm 148 TCN Tiếp sau sự kiện này, người La Mã đã hủy diệt Carthage vào năm 146 TCN và giành chiến thắng trước liên minh Achaea trong Trận Corinth, mở ra thời kỳ Hy Lạp thuộc La Mã và sự thiết lập từ từ của Tỉnh Macedonia của La Mã.